# Liste des monuments aux morts pacifistes de France
Cet article vise à recenser les monuments aux morts pacifistes de France.
Au cours de la Première Guerre mondiale, la France est sévèrement touchée avec 1 357 800 tués et disparus, soit 10 % de la population active masculine et 18 % des appelés, et 4 266 000 blessés. Le nombre moyen de tués par jour chez les soldats français est de 900. Le travail de deuil conduit la plupart des communes de France à rendre hommage à leurs morts : dans les années 1920-1925, 35 000 monuments aux morts sont érigés malgré les difficultés de la reconstruction.
À la suite de cette hécatombe, quelques communes élèvent des monuments condamnant plus ou moins explicitement le conflit, soit par des inscriptions explicites, soit par des thèmes sculpturaux spécifiques (pères, mères, épouses perdues de douleur ; orphelins ; absence de toute référence à la guerre : armes, soldats, etc.).

## Liste

### Auvergne-Rhône-Alpes
- Allier :
  - Commentry : le monument aux morts a été réalisé par le sculpteur Félix-Alexandre Desruelles. Il représente un paysan découvrant dans son champ, la tombe d'un soldat. L'homme se recueille, appuyé sur une faux. Il est inscrit sur le monument « La ville de Commentry à ses enfants victimes de la guerre »[1]. Ce monument peut être considéré comme un monument aux morts pacifiste[2].
  - Meillard : une plaque est apposée sur le monument aux morts sur laquelle est gravée la phrase : « Maudite soit la guerre et ses auteurs »[3].
  - Rocles : sur ce monument, sous la sculpture d'un visage d'enfant, il est inscrit « Apprenons à supprimer la guerre[4] »
- Ardèche :
  - Joyeuse : monument aux morts où la sculpture est intitulée : « Ce qu'il nous reste », elle est constituée d'un couple de paysans symbolisant la douleur après la perte d'un fils dont il ne leur reste que le casque[5].
- Loire :
  - Saint-Martin-d'Estréaux : Le monument aux morts comporte trois panneaux avec une colonne. Une liste présente les morts de la guerre avec leur photo. Au milieu de ces noms, une pleureuse a été sculptée en bas-relief. Sur l'autre face du monument, trois panneaux résolument pacifistes. Un panneau affirme : « Si vis pacem, para pacem », soit « si tu veux la paix, prépare la paix ». Un second panneau se termine par « Maudite soit la guerre et ses auteurs ». Le troisième panneau dresse un bilan de la guerre, en détaillant les morts (12 millions) et les souffrances des peuples. Enfin avec l'inscription : « les Innocents au poteau d'exécution », il y est dénoncé le drame des soldats fusillés pour l'exemple. Afin de respecter le deuil des familles et celui de la patrie, le monument ne fut inauguré qu'en 1947. Ce texte fut l'objet, dans les années 1930, de dégradations dont furent accusés les membres de l'Action française[6].
- Drôme :
  - Nyons : sur ce monument, une allégorie de la Justice terrasse (ou seulement surplombe ?) un soldat couché (ou blessé?) avec l'inscription : « le Droit prime la force »[7].
- Puy-de-Dôme :
  - Lezoux : sous le monument, il est inscrit « Aux enfants de Lezoux, victimes de la guerre, à ceux qui ont combattu pour l'abolir ».
  - Riom : le monument aux morts est dédié à la mémoire des poilus fusillés pour l'exemple. À l'aube du 4 décembre 1914, six soldats furent passés par les armes pour avoir simplement exécuté, sur ordre de leurs chefs, un repli tactique, qui avait permis d'économiser des vies humaines, sans faciliter l'avance des troupes allemandes. C'est aux six martyrs de Vingré et à ceux de Flirey, Fleury, Fontenoy, Montauville et Souain qu'est dédié le monument de Riom. Situé à proximité du carré militaire au sein du cimetière des Charmettes, il est inauguré le 11 novembre 1922. Il est inscrit sur le monument : « Aux victimes innocentes des conseils de guerre 1914 - 1918 et à celles de la Milice et de la Gestapo 1939 - 1944 ». Le monument est simple, de type obélisque, avec des inscriptions gravées en lettre d'or, mais sans aucun élément décoratif.
- Rhône :
  - Dardilly : il est inscrit sur le monument : « Contre la guerre, à ses victimes, à la fraternité des Peuples » et « Que l'avenir console la douleur ».
  - Larajasse : le monument près du cimetière de l'Aubépin porte l'inscription « PAIX SUR TERRE »
  - Saint-Appolinaire : sur le monument se trouve la phrase connue de Paul Valéry : « La guerre est le massacre de gens qui ne se connaissent pas au profit de gens qui, eux, se connaissent mais ne se massacrent pas ».
- Savoie :
  - Termignon : « La Pleureuse », œuvre du sculpteur genevois Luc Jaggi (1887-1976)[8],[9].

Le monument de Joyeuse du sculpteur Gaston Dintrat.
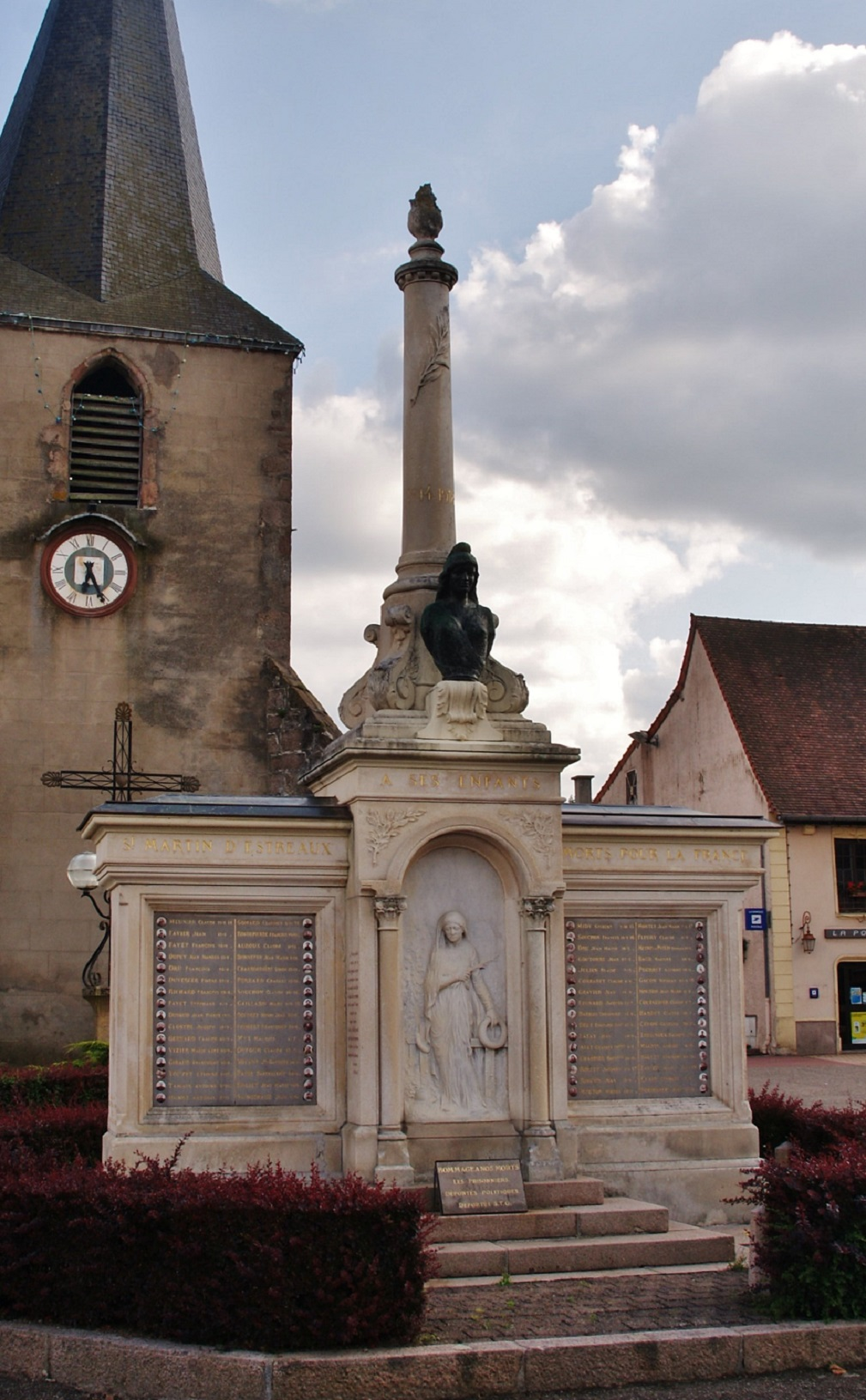
Le monument de Saint-Martin-d'Estréaux.
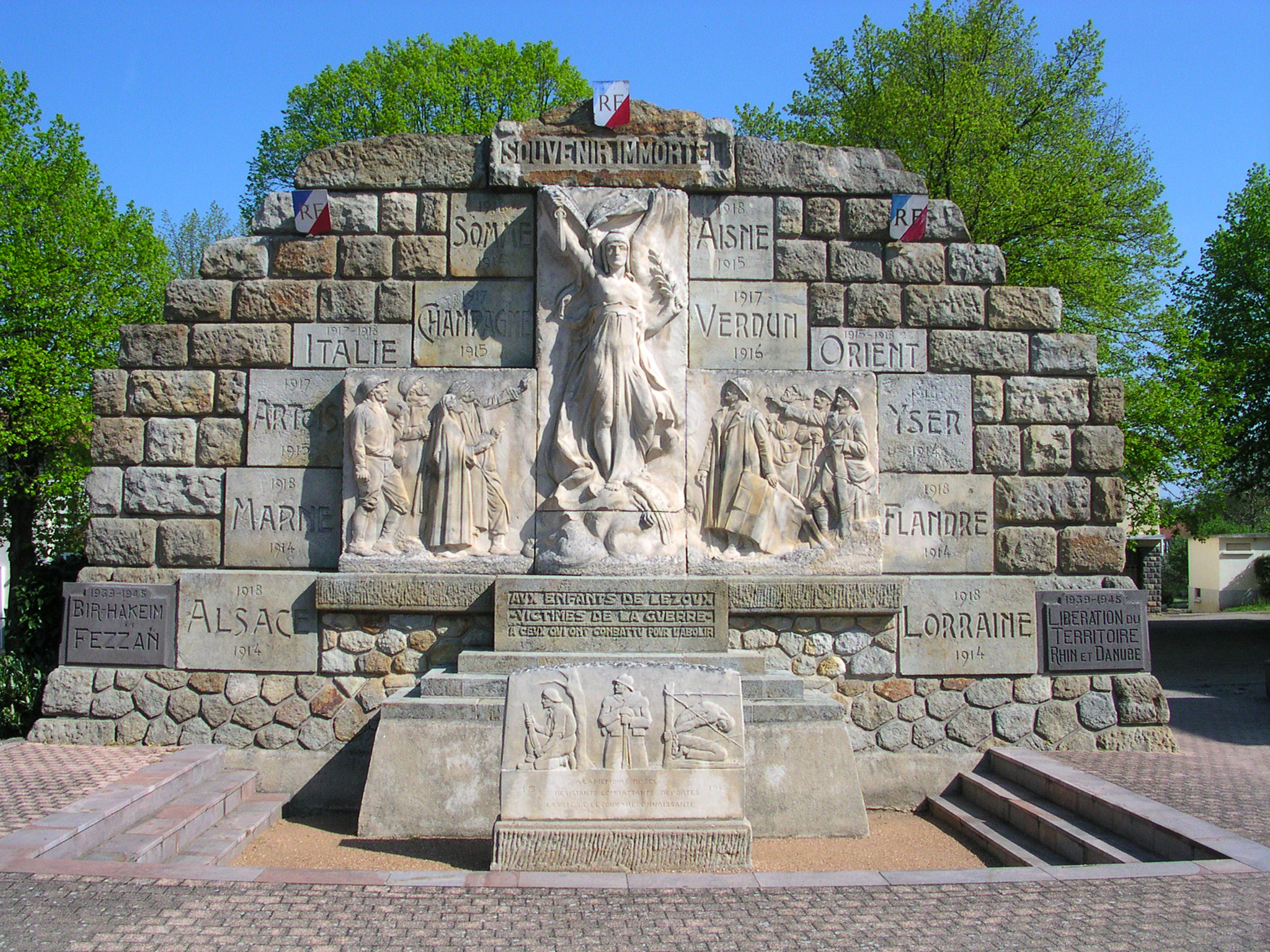
Le monument de Lezoux.
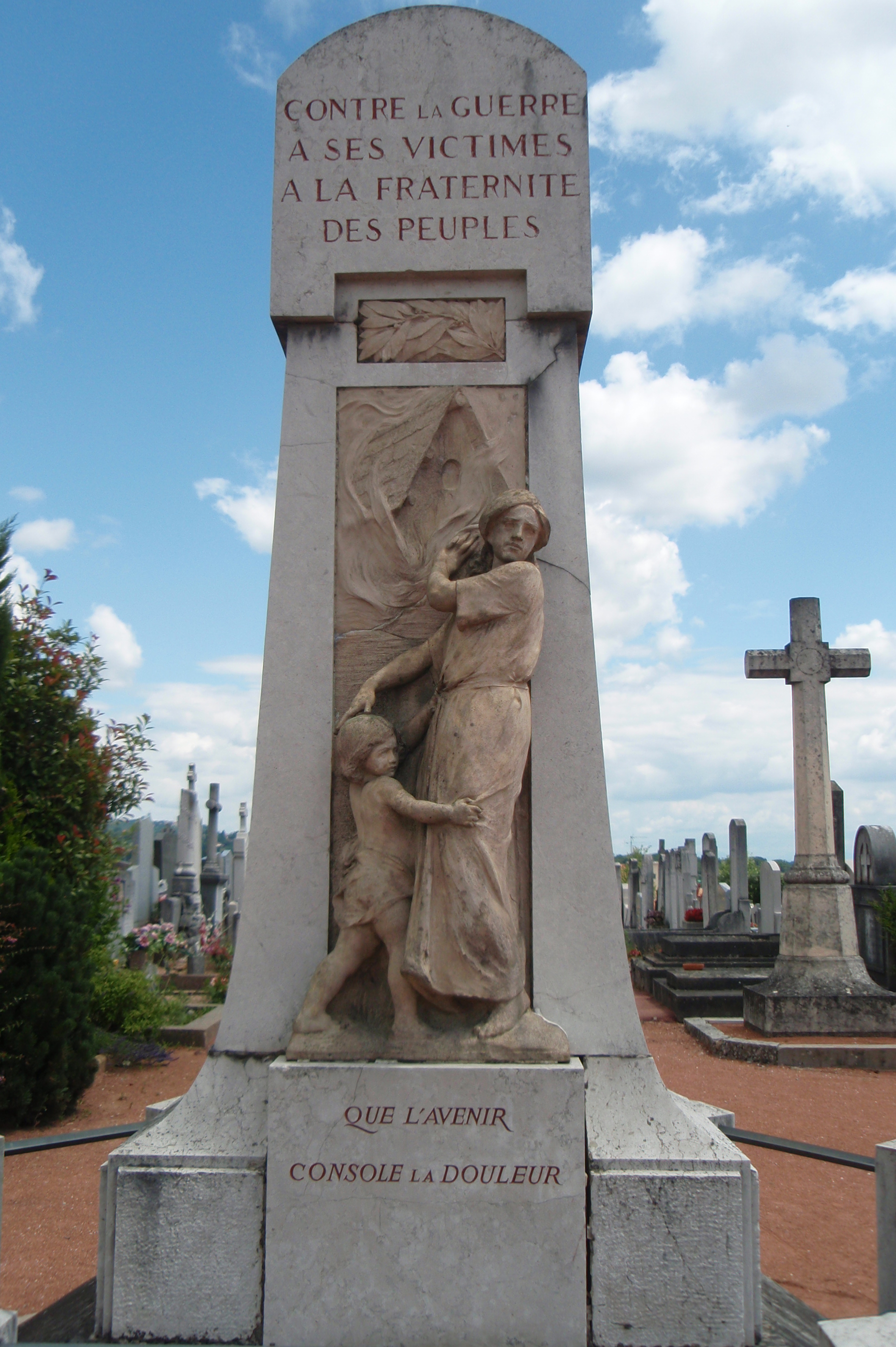
Dardilly : Contre la guerre.
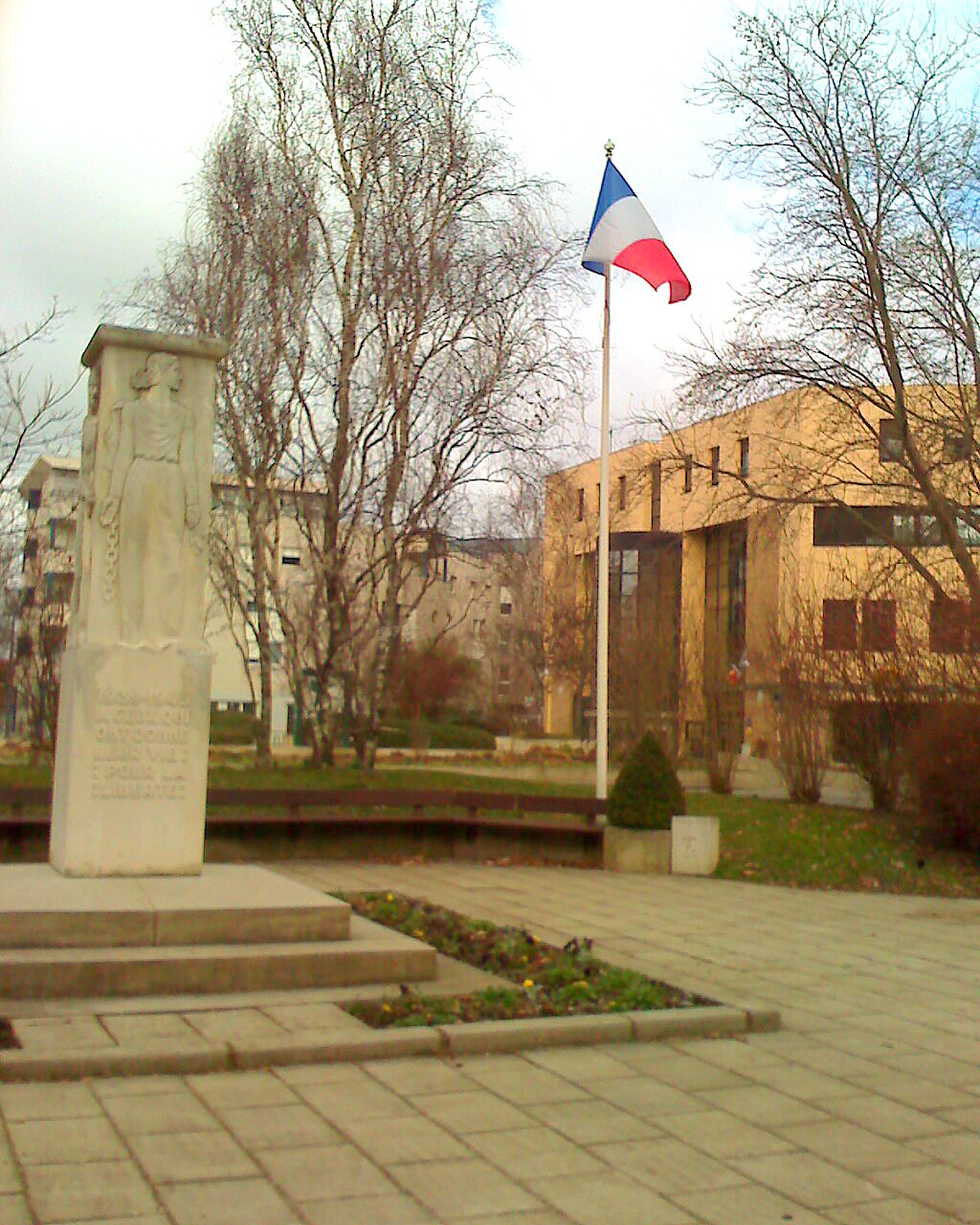
Monument aux morts de Vénissieux.

### Bourgogne-Franche-Comté
- Jura :
  - Moirans-en-Montagne : Le monument, exécuté en 1922 par le sculpteur Buffet-Chaillet, représente une femme nue, tête inclinée, qui pleure ses enfants. Il porte l'inscription « la Pensée de la France à ses morts». À la suite de la controverse suscitée par la sculpture, le monument ne sera jamais inauguré.
- Nièvre :
  - Cosne-Cours-sur-Loire : le monument inauguré le 14 octobre 1923 est signé « Émile Fernand-Dubois - Sculpteur et Architecte ». Le statuaire a obtenu une médaille d'or au Salon des Artistes Français en 1922 pour le bas-relief intitulé tour à tour La douleur, Muse éplorée ou encore Sanglots sur les ruines, qu'il installera finalement dans sa ville d'adoption à l'instigation de son ami maire Claude Goujat. La femme représentée ici assise devant une ruine, pleure la tête baissée dans sa main, son époux, son fils ou son frère[10].
- Territoire de Belfort :
  - Brebotte : le monument érigé en 1923, porte l'inscription « Plus de guerre ! »[11].
- Yonne :
  - Chevillon : le monument porte l'inscription « Guerre à la guerre — Fraternité entre les peuples ».
  - Gy-l'Évêque : sur le monument, on retrouve les inscriptions « Guerre à la guerre » et « Paix entre tous les peuples ». Le préfet fait traduire le maire devant le tribunal cantonal de Coulanges-la-Vineuse. Un jugement est rendu le 9 décembre 1923, le maire doit retirer la plaque. Le Conseil municipal fait alors graver les inscriptions pacifistes sur le socle[12].
  - Perreux : sur le monument, une plaque apposée est gravée « Guerre à la guerre — Paix entre les peuples ».

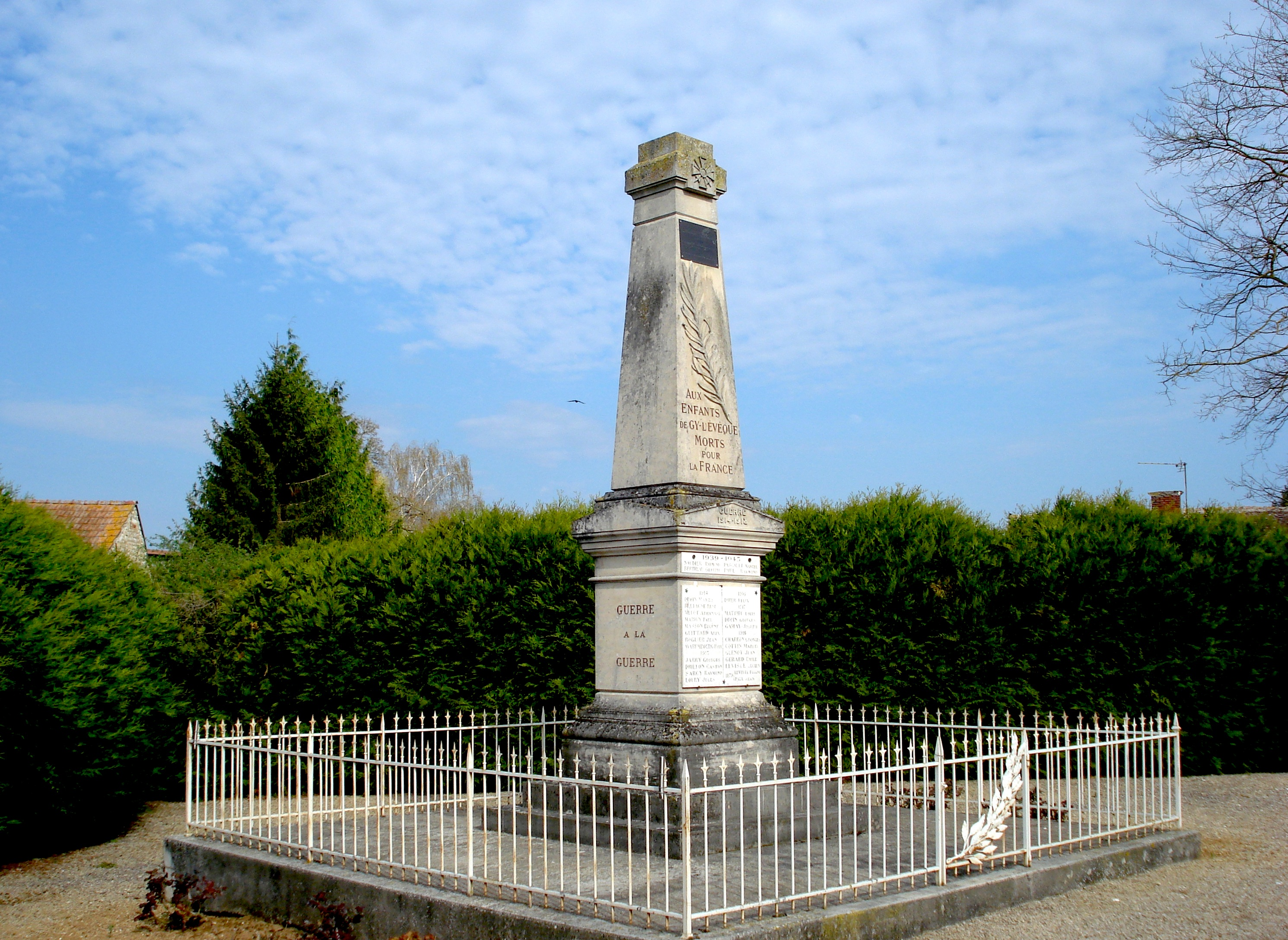
Monument aux morts de Gy-l'Évêque.
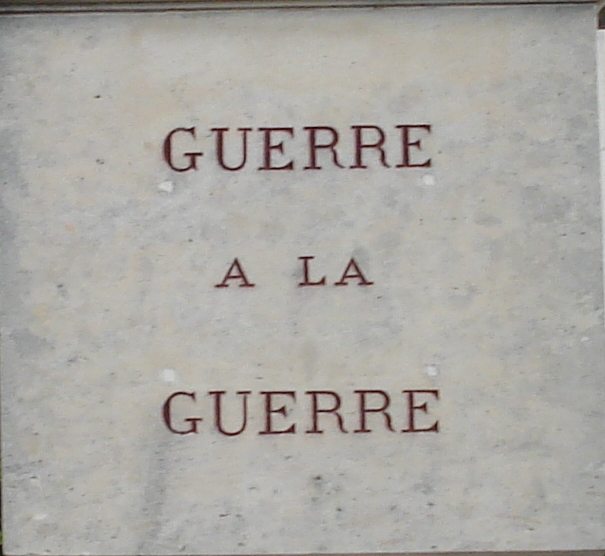
Inscription.
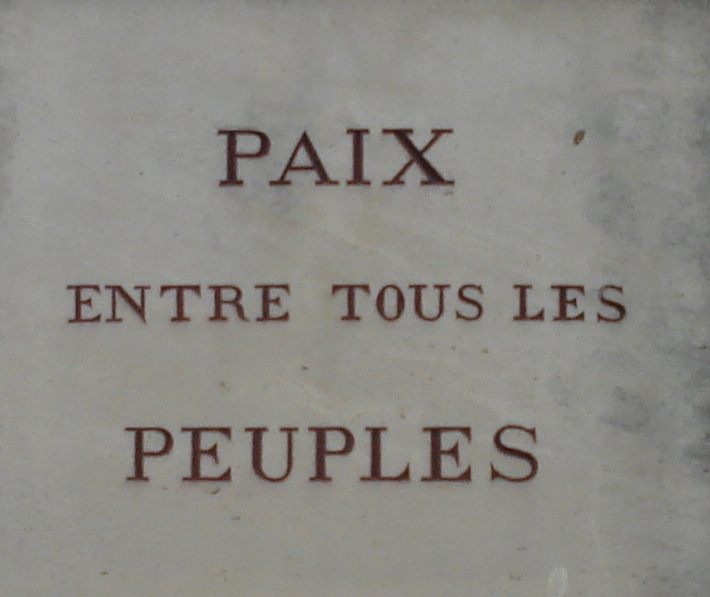
Inscription.
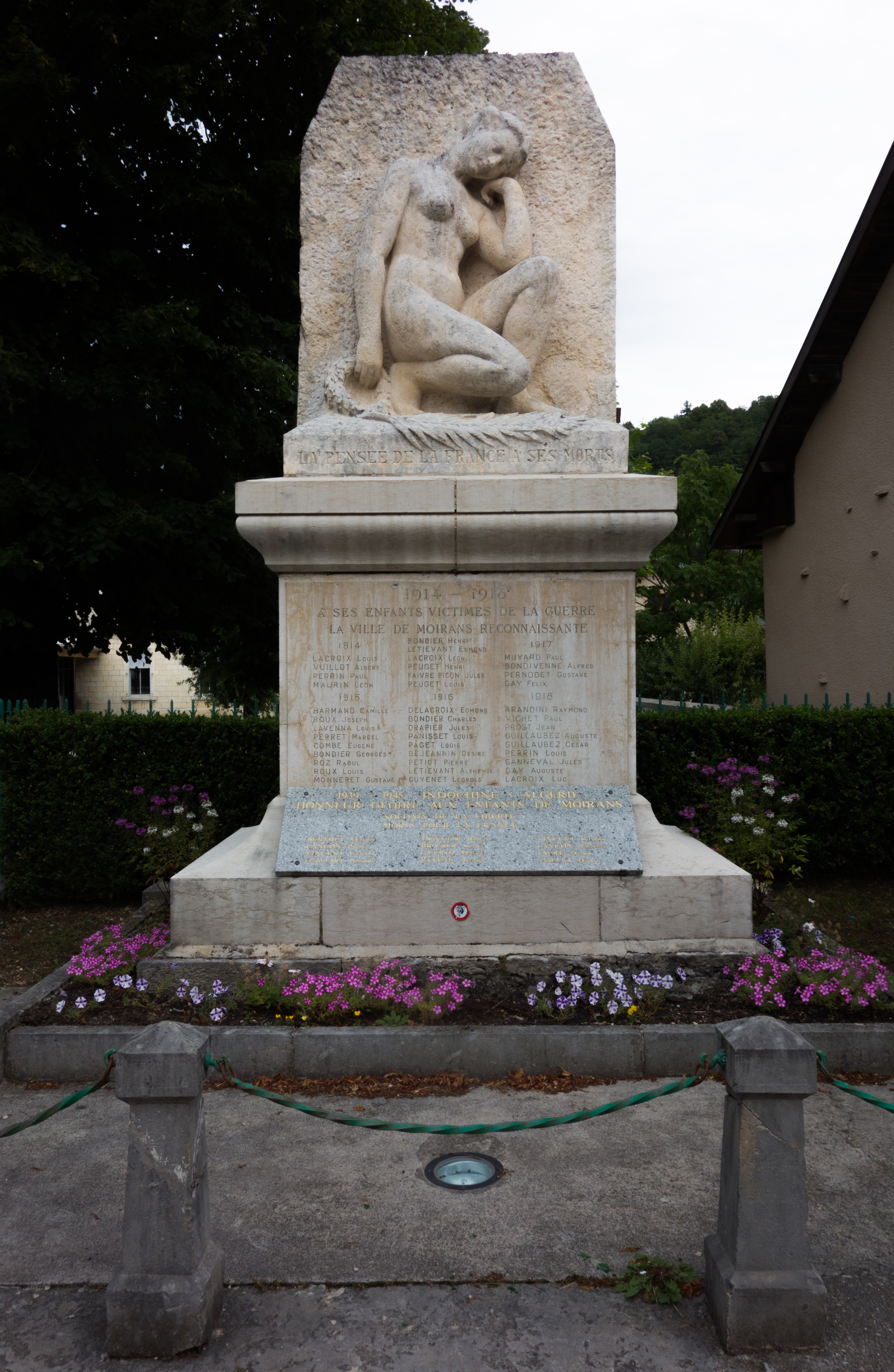
Monument aux morts de Moirans-en-Montagne.
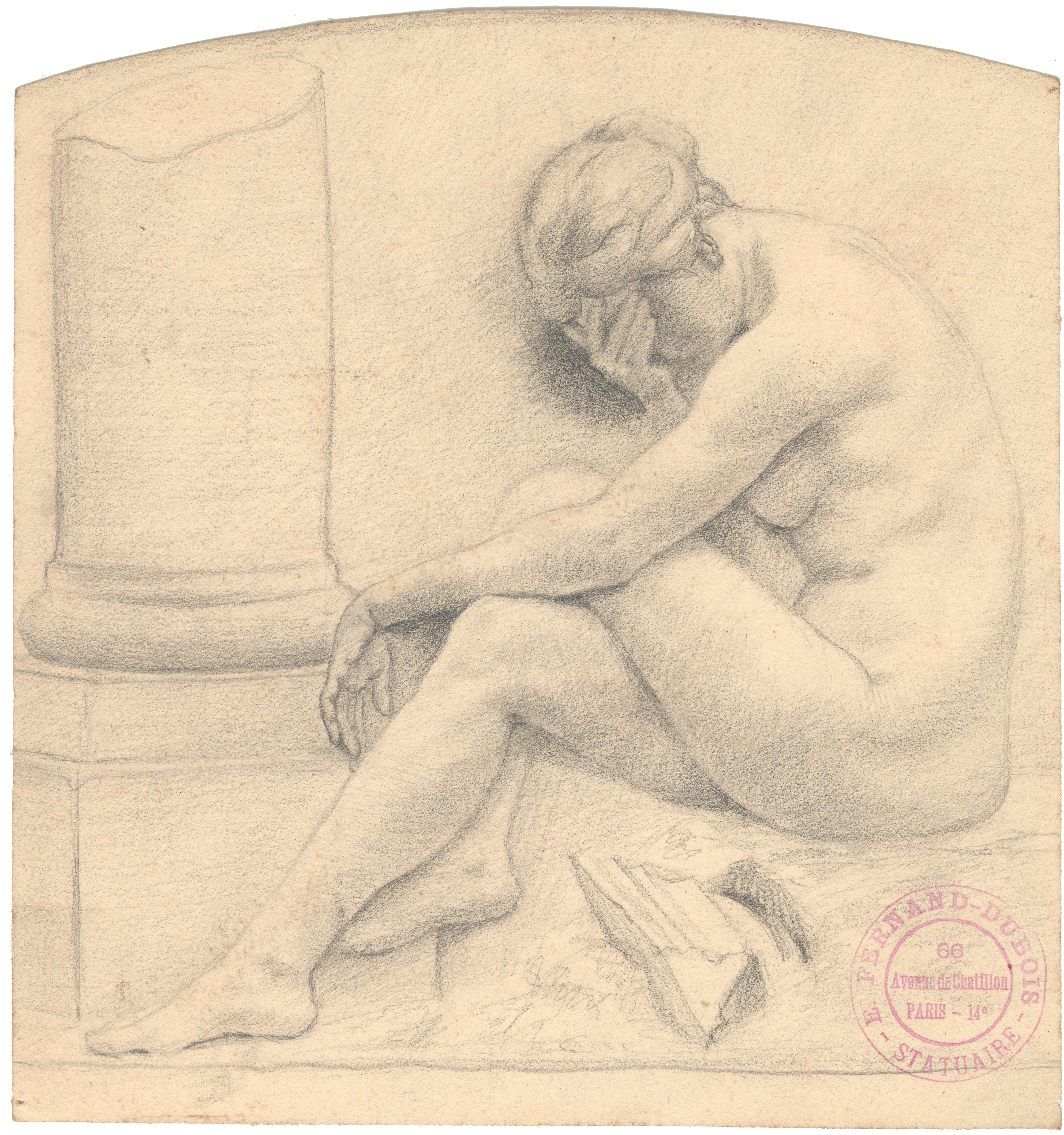
Émile Fernand-Dubois, Dessin préparatoire pour La Douleur, bas-relief du monument aux morts de Cosne-Cours-sur-Loire.

### Bretagne
- Côtes-d'Armor :
  - Loudéac : monument œuvre de René Quillivic (voir ci-dessous).
  - Pontrieux : le monument montre une femme baissant la tête et le regard, tenant une brassée de fleurs. Il porte l'inscription « Pierre Lenoir ».
  - Tréguier : le monument est appelé « La Pleureuse ». Il a été réalisé par le sculpteur Francis Renaud. C'est Marie-Louise Le Put qui servit de modèle : elle a perdu sur les champs de bataille de la Première Guerre mondiale ses trois fils et son mari.
- Finistère :
  - René Quillivic (1879-1969) est un sculpteur breton qui réalisa en particulier dans le Finistère des monuments aux morts d'inspiration pacifiste. Ses modèles étaient souvent des habitants du village ayant perdu plusieurs enfants. Par exemple :
    - Bannalec : le modèle du monument est la sœur d'un disparu.
    - Carhaix-Plouguer : le modèle du monument est la mère d'un disparu.
    - Coray : le modèle du monument est une orpheline.
    - Fouesnant : le modèle du monument est Marie Jeanne Nézet qui a perdu ses trois fils.
    - Plougonvelin : mémorial national des marins morts pour la France, amer de quinze mètres de haut surplombé d'un buste de femme dévorée par le chagrin,
    - Plouhinec : le modèle du monument de la commune natale de Quillivic est sa propre mère[13].
    - Plozévet : le vieil homme du monument est Sébastien Le Gouill, digne, mais anéanti par la perte de trois fils et deux gendres
    - Pont-Croix : le monument représente une femme, le regard perdu de douleur
    - Saint-Pol-de-Léon : le monument met en scène quatre femmes devant un poilu en train de mourir

  - Penmarch : une pleureuse est érigée près du monument, à côté de l'église Saint-Nonna.

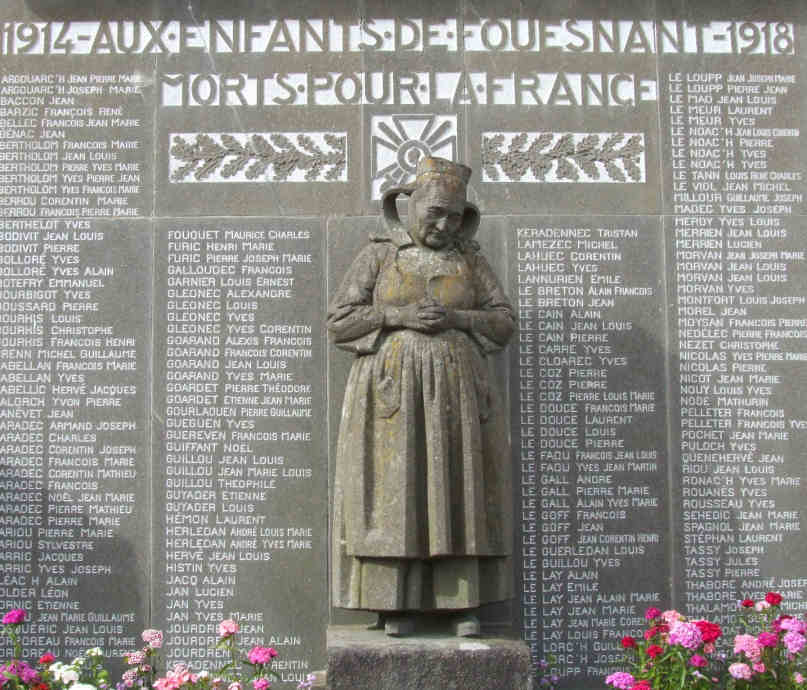
Le monument de Fouesnant de René Quillivic.
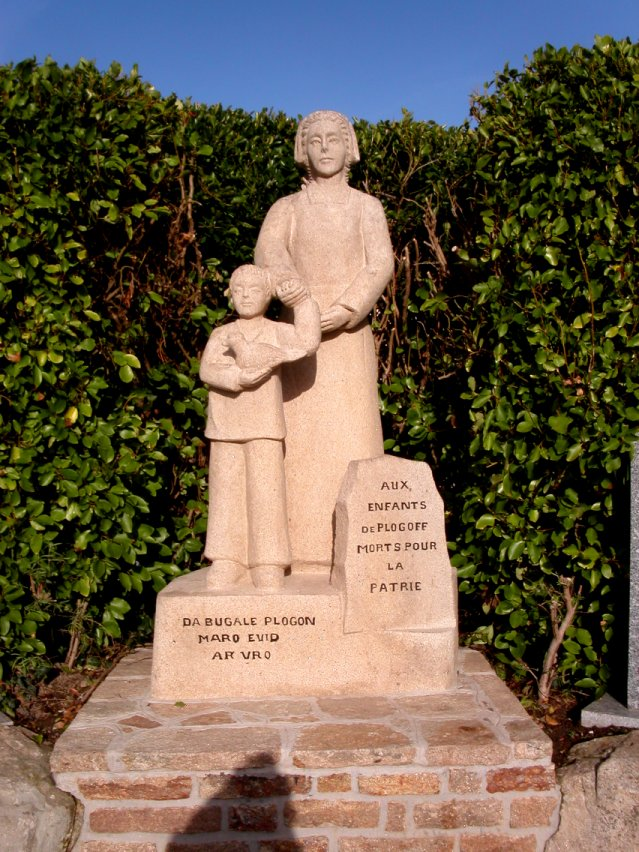
Plogoff dans le Finistère.

### Centre-Val de Loire
- Cher :
  - Vierzon : un jardin Art déco abrite le monument aux morts d'inspiration pacifiste inauguré en 1933 et œuvre du statuaire angevin Eugène-Henry Karcher[14]. Ce jardin est ceinturé par les grilles de la paix, ferronnerie représentant notamment des colombes. Cet aménagement porte le nom de « Jardin de l'abbaye » ou « Square Lucien Beaufrère », maire de Vierzon de 1929 à 1935, il est classé au titre des monuments historiques depuis 1996[15].
- Indre :
  - Éguzon-Chantôme : le monument d'Éguzon reprend au dos du monument une citation d'Horace « Bella matribus detestata » (« Les mères détestent la guerre »). De plus, sur la face avant, un soldat en uniforme est représenté sans arme et regardant directement la liste des morts[16].
- Indre-et-Loire :
  - Saint-Martin-le-Beau : le monument rend hommage à ses soldats morts par cette seule mention : "Aux victimes de la guerre".

### Grand-Est
- Aube :
  - Balnot-sur-Laignes : sur le monument aux morts, on retrouve l'inscription de Gentioux « Maudite soit la guerre ».
  - Les Noës-près-Troyes : la commune a fait aussi construire, comme sa voisine Sainte-Savine, un monument qui porte l'inscription « Guerre à la guerre ».
  - Sainte-Savine : le monument aux morts a été inauguré le 12 novembre 1922 et recense tous les morts de la commune et de sa voisine La Rivière-de-Corps. En haut de sa face Sud a été gravée dans la pierre l'inscription « Aux enfants de Sainte Savine et de la Rivière de Corps Victimes d'une société imparfaite, Guerre à la Guerre »[17].
- Marne :
  - Suippes : le 1er décembre 2007 a été inauguré un monument à la mémoire des caporaux de Souain, soldats fusillés pour l'exemple le 17 mars 1915 à Suippes. La réalisation du monument a été confiée au sculpteur Denis Mellinger dit Melden. Il s'est inspiré d'un dessin de Jacqueline Laisné[18].
- Bas-Rhin :
  - Strasbourg : le monument aux morts, inauguré en 1936 par le président de la République Albert Lebrun, porte comme seule inscription « À nos morts » sans mentionner la patrie pour laquelle les soldats sont tombés. En effet, la région a été au gré des guerres tantôt allemande, tantôt française, et des Alsaciens sont tombés au combat des deux côtés. Pour honorer ces morts, il a été élevé une sculpture représentant une mère (symbolisant la ville de Strasbourg) tenant sur ses genoux ses deux enfants mourants, l'un Allemand et l'autre Français, ne portant plus d'uniformes pour les distinguer. Ils se sont combattus et devant la mort enfin ils se rapprochent. La sculpture a été réalisée par Léon-Ernest Drivier[19].
- Haut-Rhin :
  - Lutterbach : le « Monument à la vie » à l'entrée du cimetière, œuvre du sculpteur Claude Bonnot en 1988, illustre le motif de la transformation des chars en charrues[20].

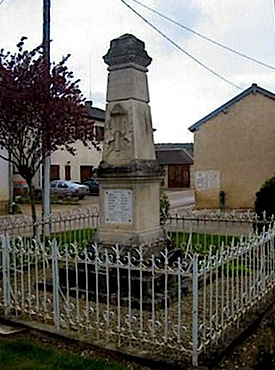
Monument de Balnot-sur-Laignes.
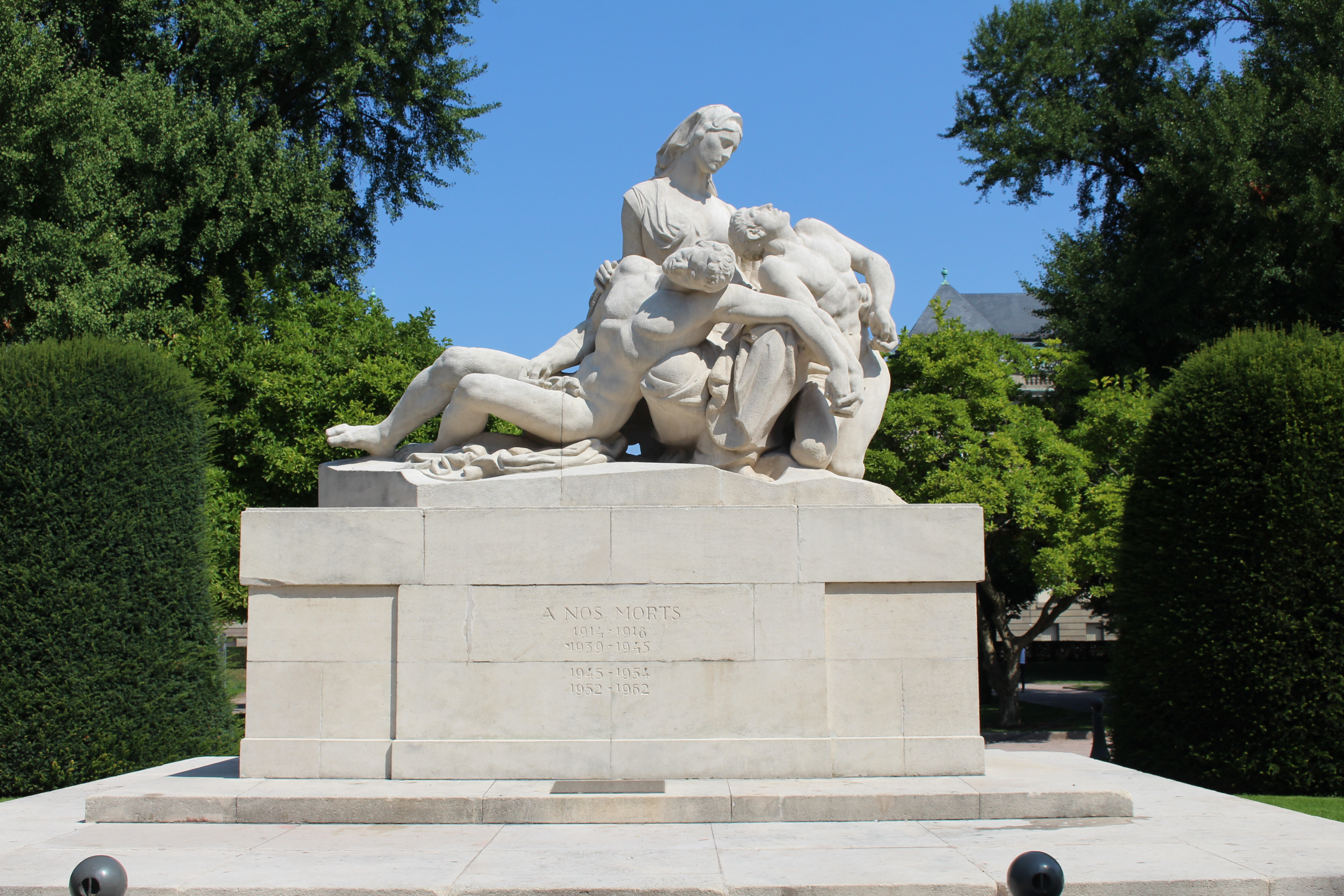
Monument aux morts de Strasbourg.

### Hauts-de-France
- Aisne :
  - Craonne : sur le plateau de Californie se dresse la sculpture de Haïm Kern, commémorant le quatre-vingtième anniversaire de l'armistice de 1918. C'est Lionel Jospin le Premier ministre de l'époque qui inaugura le monument[21]. Le nom de Craonne, situé au cœur de la bataille du Chemin des Dames, a été popularisé par La Chanson de Craonne qui reste associée aux mutins de 1917 de la Première Guerre mondiale.
  - Oulchy-le-Château : Les Fantômes sont un monument aux morts réalisé par le sculpteur Paul Landowski et érigé dans la plaine de Chalmont à l'endroit précis où se décida le sort de la Seconde bataille de la Marne en 1918. Les Fantômes ne sont pas saisis dans une attitude héroïque mais ils sont figés par la souffrance[22].
  - Vingré : un monument aux martyrs de Vingré a été édifié à la mémoire de six soldats fusillés « pour l'exemple ». On peut y lire : « Dans ce champ sont tombés glorieusement le caporal Floch, les soldats Blanchard, Durantet, Gay, Pettelet et Quinault du 298e R.I., fusillés le 4 décembre 1914, réhabilités solennellement par la Cour de Cassation le 29 janvier 1921. - Hommage des anciens combattants du 298e R.I. à la mémoire de leurs camarades morts innocents victimes de l'exemple ».
  - Chauny : le 6 avril 2019, à l'initiative de la Libre Pensée, un monument est inauguré pour la réhabilitation des 639 soldats français fusillés pour l'exemple pendant la Première guerre mondiale[23].
- Nord :
  - Esquerchin : le monument aux morts représente une femme et son jeune fils. Du doigt, elle indique un nom sur l'obélisque. Aux pieds de l'enfant, une gerbe de fleurs qu'il est venu déposer.
  - Lille : le monument aux morts, inauguré devant le Palais Rihour le 22 mai 1927, consiste en un haut pan de mur portant trois tableaux : les Captifs, la Relève et la Paix. Il porte l'inscription suivante : « Aux lillois soldats et civils la cité a élevé ce monument afin de rappeler au cours des siècles l'héroïsme et les souffrances de ses enfants morts pour la paix ». L'architecte du projet est Jacques Alleman et le sculpteur Edgar Boutry[24].
  - Ruesnes : sur un socle de pierre grise, un groupe de trois jeunes femmes dignes et résignées, aux formes graciles, supporte une urne funéraire. Les noms « Yser », « Verdun » et « Marne » rappellent des batailles sanglantes qui ont profondément marqué les soldats de la Première Guerre mondiale. Le monument aux morts est sculpté par Aline de Beaulieu, artiste ayant exposé à Paris et infirmière-major durant la guerre 1914-1918[25]. Elle se refuse à représenter mourants, héros armés, ou victimes pour que rien n’évoque les horreurs vécues. Elle en fait don à la commune en 1922[26].
- Oise :
  - Creil : monument avec une sculpture de Georges Armand Vérez, représentation allégorique de La Paix avec une inscription : « La paix se révélant à l'humanité[27],[28] ».
- Pas-de-Calais:
  - Arras : monument aux morts réalisé par Félix-Alexandre Desruelles en 1930, où une femme, symbole de paix, domine le monument.
  - Auchel : le sculpteur Félix-Alexandre Desruelles a réalisé un monument pour « Flétrir la guerre, chanter la paix » selon ses termes. Le monument se décompose en deux scènes : « La paix en pays noir » représentant la sérénité d'une famille de mineur et « L'humanité en deuil » symbolisant la barbarie de la guerre. Le monument a été inauguré en 1928[29].
  - Avion : le monument a été élevé pour sa partie centrale en 1924, puis les deux ailes latérales en 1948. Il y est inscrit : « La ville d'Avion à ses enfants, victimes civiles et militaires. Tu ne tueras point ». Le haut-relief est une représentation de la guerre sous les traits de Damia signé du statuaire Emile Fernand-Dubois. L'inscription « Tu ne tueras point » est inspirée du décalogue.
  - Sallaumines : Un monument du Souvenir et de la Paix a été érigé en 2016 pour remplacer les trois monuments aux morts de la ville. Il est désormais dédié à toutes les victimes civiles ou militaires, de Sallaumines : personnes mortes en combats, par les bombardements, exécutées pour l’exemple, torturées, persécutées, ou déportées, lors des conflits du XXe siècle. Près de 500 noms y sont inscrits pour une ville de moins de 10 000 habitants. Créée par Pierre Garçon, la sculpture de granit, biface, célèbre la Paix retrouvée, d’une part et de l’autre, elle évoque les violences guerrières[30].
- Somme :
  - Devise : sur le monument, des enfants entourent une jeune femme portant à bout de bras un panneau sur lequel on peut lire « Pour la paix ». En réalité, ce panneau complétant trois inscriptions gravées autour de lui de manière assez peu lisible sur le fond blanc du monument, la phrase dans son entier est « Ils sont morts pour la paix ».
  - Péronne : Sur le monument, on trouve la célèbre Picarde maudissant la guerre réalisée par le sculpteur Paul Auban. D'esprit pacifiste, c'est une femme de pierre penchée sur un cadavre et qui tend son poing vengeur en direction d'invisibles responsables. Il fut inauguré le 20 juin 1926.

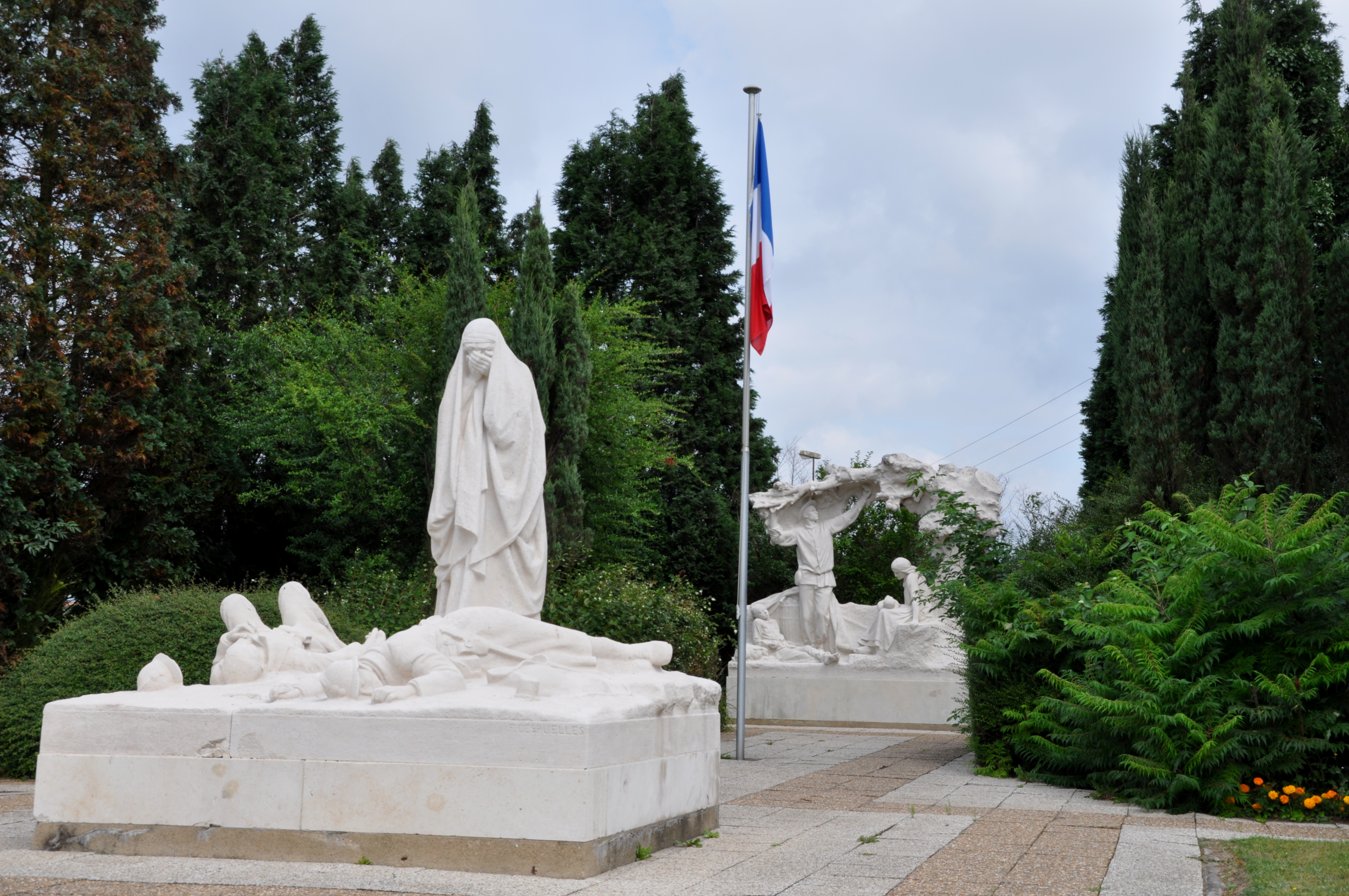
Auchel, sculpture de Félix-Alexandre Desruelles.
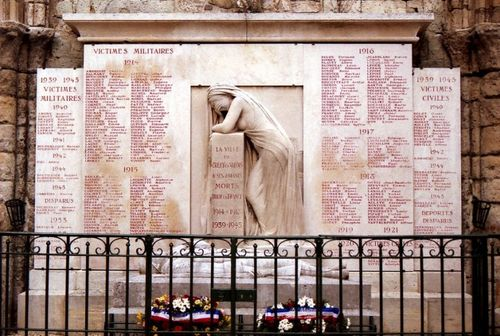
La pleureuse du monument de Albert Bartholomé à Crépy-en-Valois.
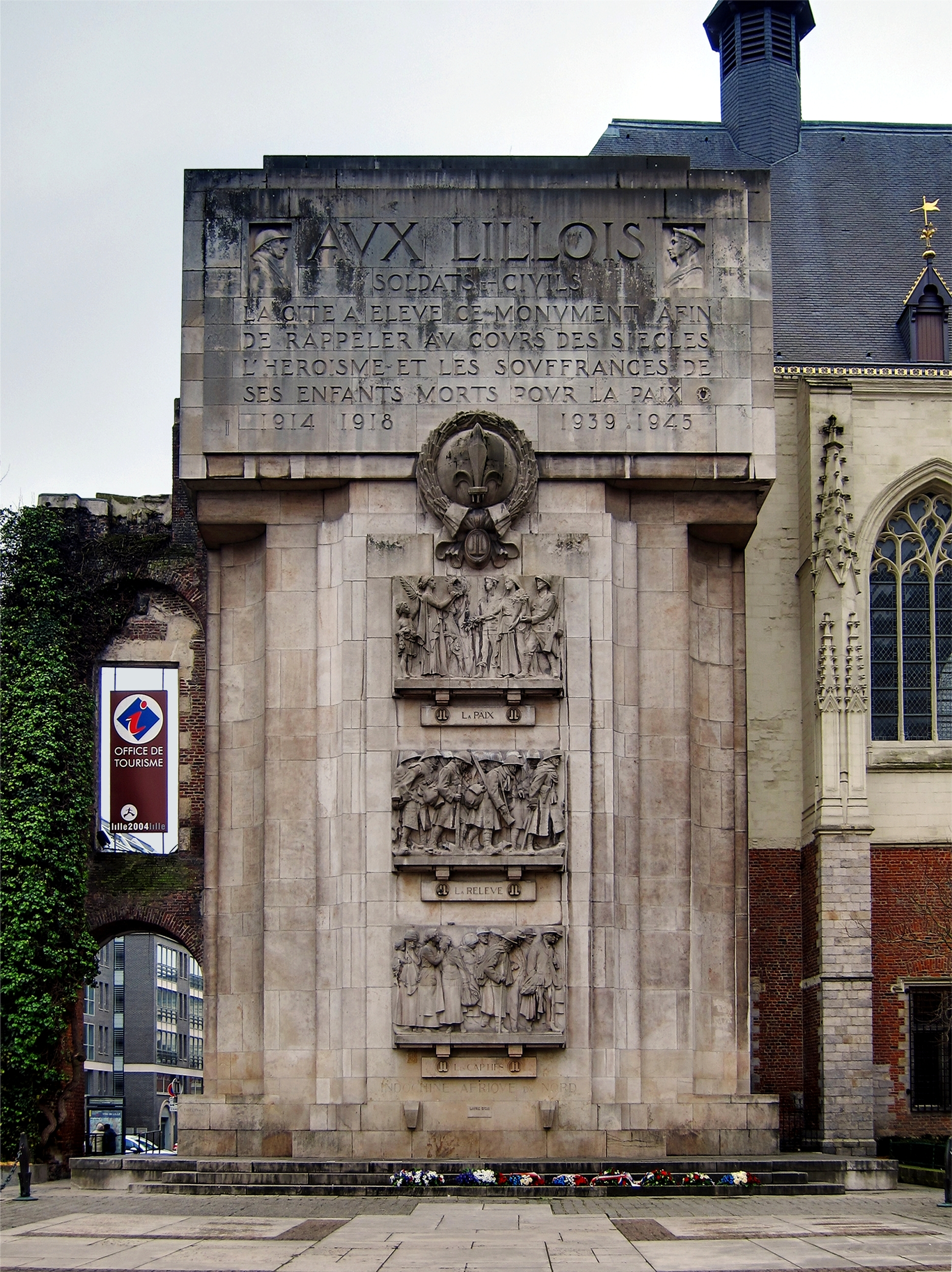
Le monument aux morts de Lille.
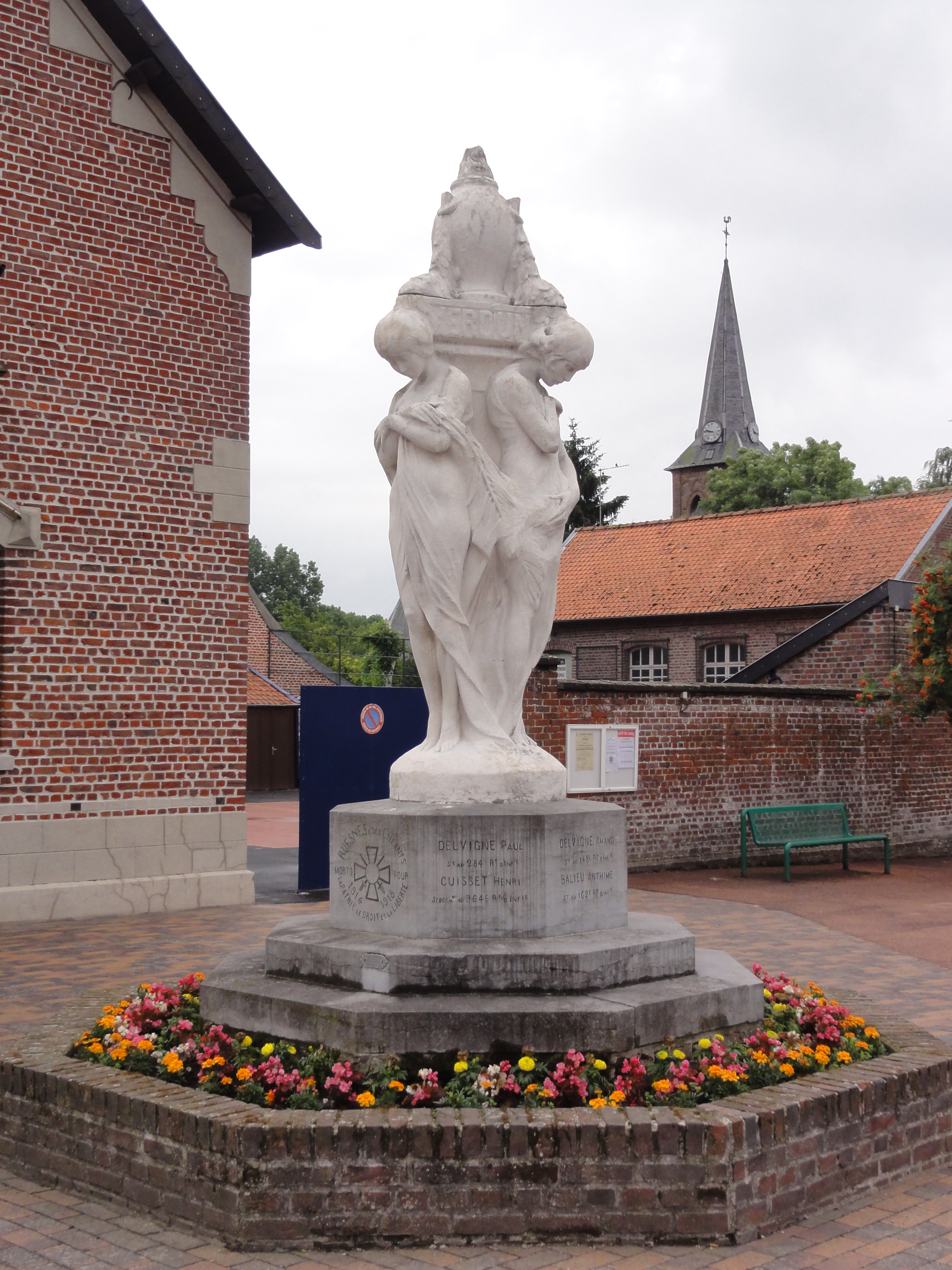
Le monument aux morts de Ruesnes (Nord), don du sculpteur Aline de Beaulieu, infirmière-major durant la guerre 1914-1918.

### Île-de-France
- Essonne :
  - Méréville : un monument Art nouveau daté de 1921 en calcaire de Paris, représente une jeune femme debout, le front baissé, serrant sur sa poitrine, un casque de poilu. Le sculpteur est le toulousain Léo Laporte-Blairsy.
- Hauts-de-Seine :
  - Issy-les-Moulineaux : le monument inauguré en 1924 est l’œuvre de « Émile Fernand-Dubois - Statuaire et Architecte ». Le sculpteur qui dans ses ébauches avait prévu de représenter le poilu allongé mort et la femme agenouillée nus, se ravisa en habillant la veuve éplorée et en recouvrant le poilu d'un linceul[10].
  - Levallois-Perret : le monument aux pacifistes se trouve à l'intérieur du cimetière de Levallois ; « un combattant blessé agonise, un autre est agenouillé et, sur le socle, un jeune ouvrier rompt une épée ».
  - Puteaux : le monument inauguré en 1930 est l’œuvre de « Émile Fernand-Dubois - Statuaire et Architecte ». Le sculpteur avait intitulé son bas-relief La Guerre, la Raison et l'Humanité. Ici, symboliquement, la Raison debout derrière la Guerre lui fait lâcher son glaive et l'Humanité agenouillée pleure un mort pour la France[10].
- Paris :
  - Monument aux morts du Père-Lachaise, en mémoire des morts de la guerre de 1870 : il est le premier édifice pacifiste honorant la mémoire des combattants des deux camps[31].

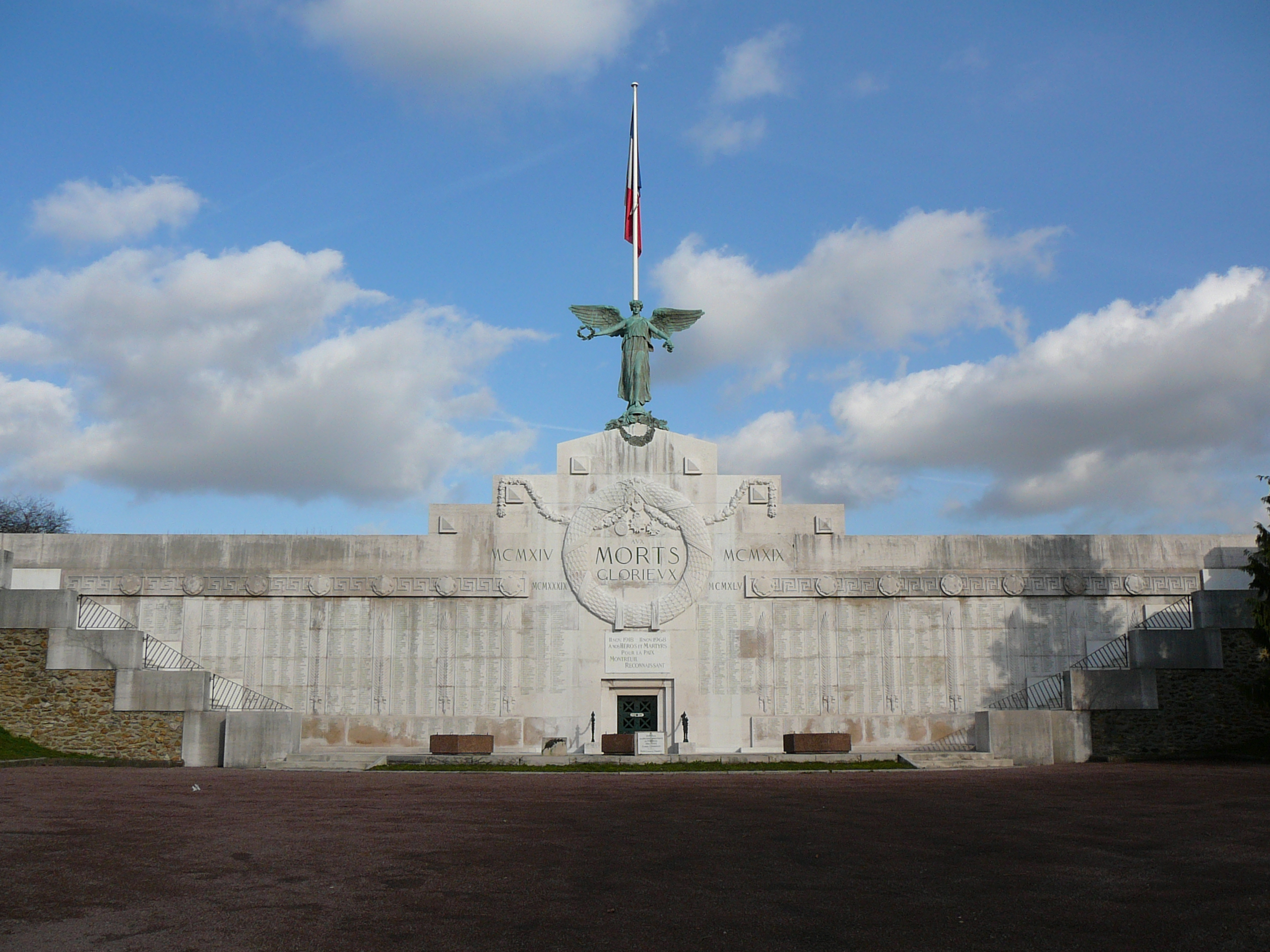
Montreuil À nos martyrs pour la paix.

### Normandie
- Manche :

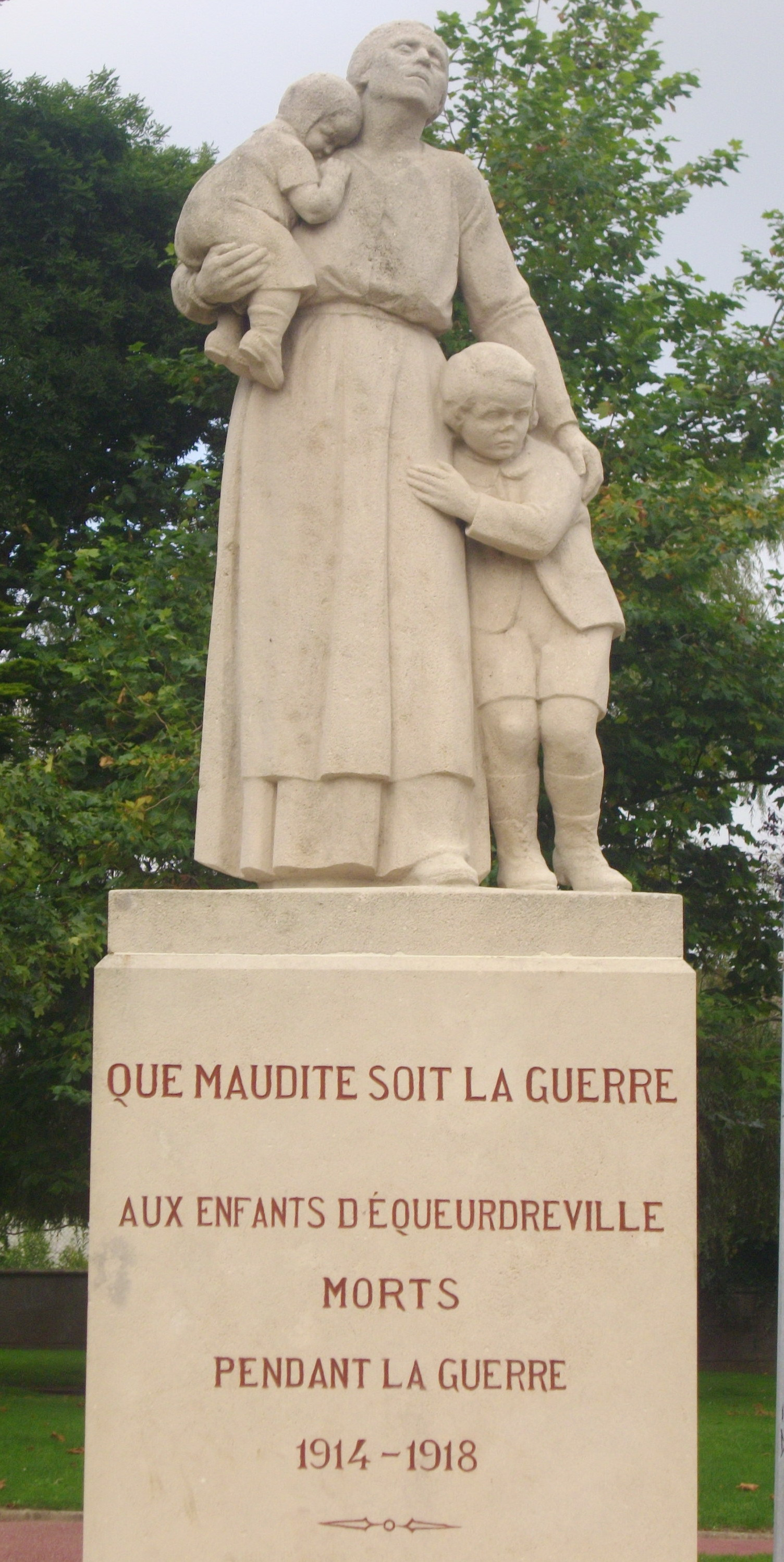
Monument aux morts d'Equeurdreville.

  - Équeurdreville-Hainneville : monument aux morts d'Équeurdreville. On y retrouve cette même inscription « Que maudite soit la guerre » sur le monument en pierre qui représente la douleur et la souffrance d'une veuve de guerre et de ses deux enfants, orphelins. Le monument a été sculpté par Émilie Rolez à la demande du maire d'alors, Hippolyte Mars[32].

### Nouvelle-Aquitaine
- Le sculpteur Ernest Gabard ancien poilu, réalisa dans son Béarn natal une quinzaine de monuments aux morts dont une dizaine à connotations pacifistes : pleureuses à Assat et Sauveterre-de-Béarn, scènes de recueillement à Jurançon, Monein, Dax, Igon et Mauléon-Licharre, soldat agonisant à Pontacq, etc[33].
- Charente :
  - Confolens : la statue du monument, réalisée par Henri Coutheillas, représente une femme et un garçon se recueillant autour d'une tombe.
- Creuse :
  - La Forêt-du-Temple : le monument représente une femme. C'est un monument traditionnel sur la place du village. Son originalité se situe sur la face cachée de la stèle où figure le nom d'Emma Bujardet suivi de l'épitaphe « morte de chagrin ». C'est Alexandre Bujardet son mari qui finança en partie ce monument à condition que les noms de ses trois fils et celui de son épouse Emma Marie Antonia Bujardet, morte de chagrin après la perte de ses trois fils, soient inscrits sur ce monument.
  - Gentioux-Pigerolles : Le monument aux morts porte une stèle gravée des noms des 58 soldats morts pendant la guerre. En bas du monument, un écriteau indique : « Maudite soit la guerre ». Un orphelin au visage triste, habillé avec la blouse de l'écolier lève le poing en regardant les 58 noms gravés[9]. Chaque 11 novembre, le Comité laïque des amis du monument aux morts de Gentioux organise une manifestation pacifiste et libertaire devant le monument[34].
  - Royère-de-Vassivière : Félix Baudy un soldat fusillé pour l'exemple en 1915 pour délit de lâcheté a sa sépulture dans le cimetière communal. Ses amis maçons, y ont posé sur une plaque l'inscription suivante : « Maudite soit la guerre - Maudits soient ses bourreaux - Baudy n'est pas un lâche - Mais un martyr ». Félix Baudy a été réhabilité en 1934.
- Dordogne :
  - Biron : le sculpteur allemand Jochen Gerz a réhabilité le monument aux morts, inauguré le 13 juillet 1996. « Qu'est-ce qui est, selon vous, assez important pour risquer votre vie ? » est la question posée aux habitants du village. Les réponses sont retranscrites sur des plaques fixées sur le monument. Les messages parlent d'amour, de peur, de paix[35]...
- Gironde :
  - Arcachon : le monument aux morts est dominé par une Victoire soutenue par des soldats morts dans leurs linceuls. Le monument présente des sculptures de pleureuses, d'un résinier d'une ostréicultrice du bassin d'Arcachon et des inscriptions pacifistes dont PAX - LABOR[36].
  - Quinsac : le sculpteur Gaston Schnegg, célèbre praticien d'Auguste Rodin, réalisa le monument aux morts[37]. Il est dominé par un médaillon représentant le visage de terreur de Pierre Schnegg, fils du sculpteur, disparu dans la bataille du Chemin des Dames.
- Haute-Vienne :
  - Bellac : monument, dont la sculpture, du limougeaud Henri Coutheillas (1862-1928), est d'inspiration pacifiste.
  - Châlus : le monument, de style classico-pacifiste et sculpté par Henri Coutheillas, représente une « pleureuse » à cape limousine.

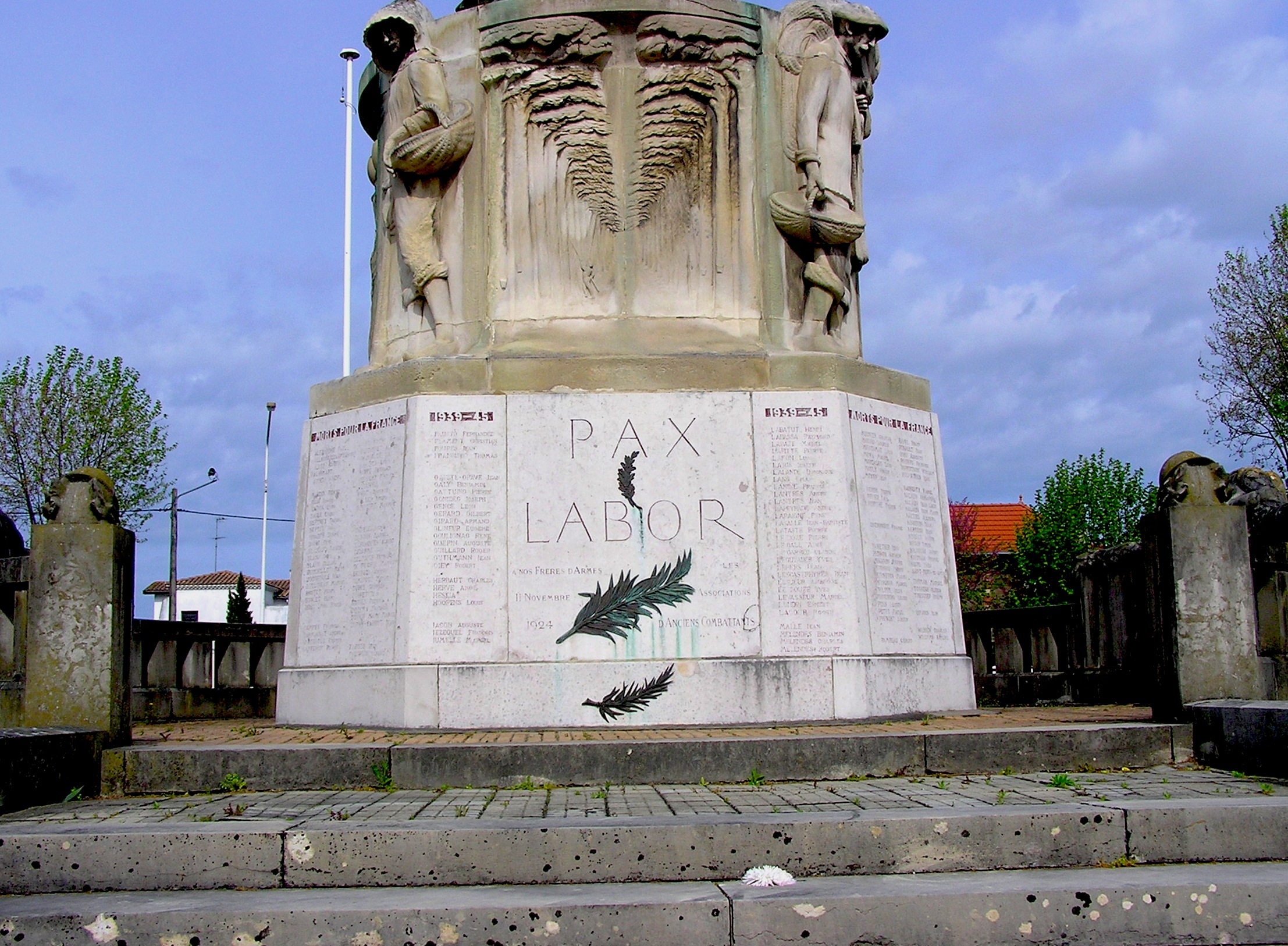
Détail du monument aux morts d'Arcachon.
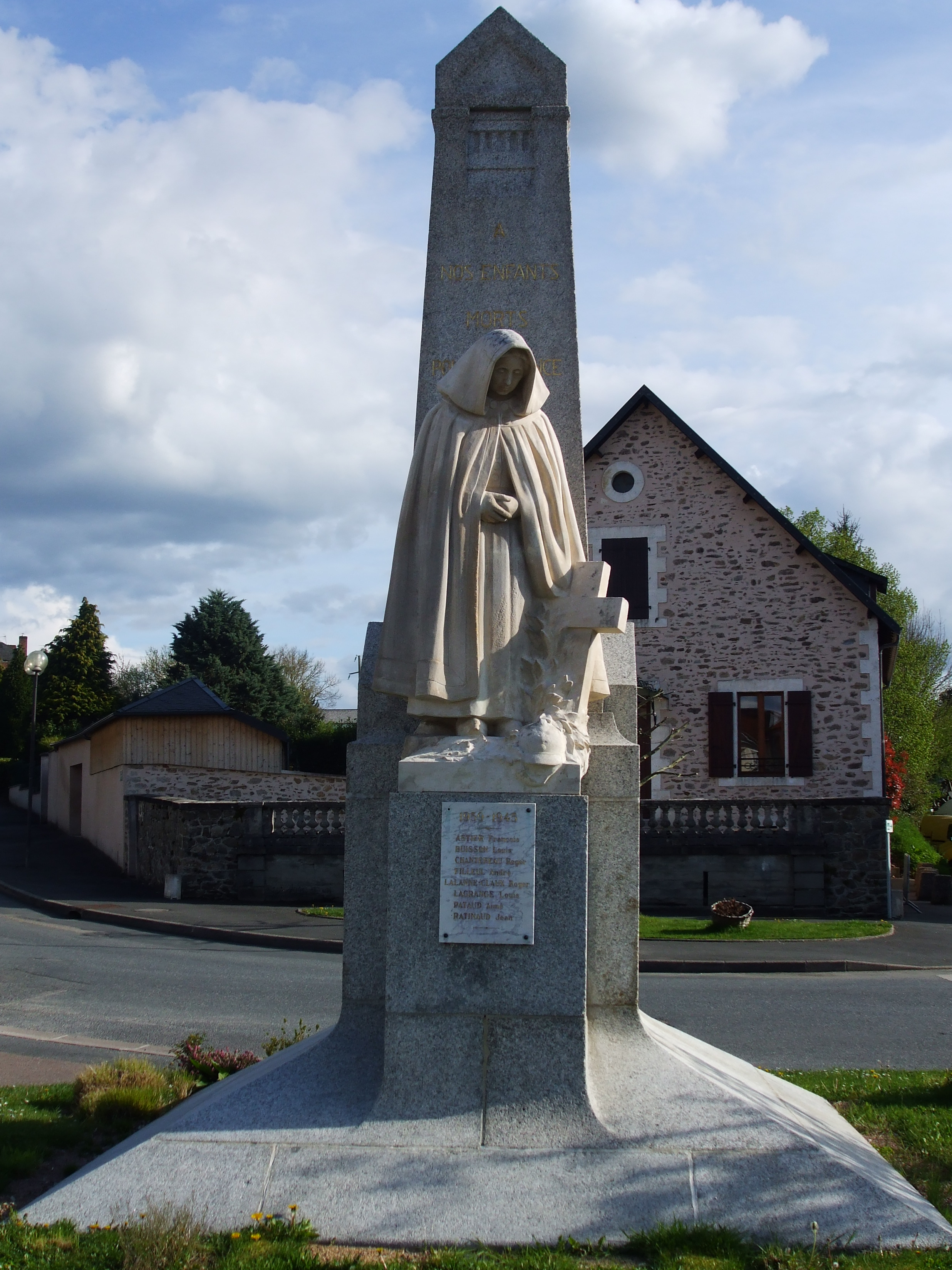
La « pleureuse » de Châlus.

### Occitanie
- Ariège :
  - Capoulet-et-Junac : monument du sculpteur Antoine Bourdelle, installé par le maire Paul Voivenel en 1935. La sculpture est composée de trois têtes représentant la peur, la souffrance et la mort. Classé au titre des monuments historiques le 6 août 2007.
- Aude :
  - Ouveillan : le monument aux morts élaboré par le sculpteur moderne René Iché est considéré comme un des plus beaux monuments pacifistes de France. Il fut inauguré par Albert Sarraut et Léon Blum en 1927. Inscrit au titre des monuments historiques le 18 octobre 2018.
- Aveyron :
  - Cransac : le monument aux morts porte l'inscription « Aux enfants de Cransac morts pour la Paix », alors que traditionnellement les soldats sont « morts pour la France ». Ce choix n'est pas neutre à l'époque où le patriotisme est de rigueur[38].
  - Decazeville : comme à Cransac, le monument aux morts invoque la paix[38]. Inscrit au titre des monuments historiques le 18 octobre 2018.
- Haute-Garonne :
  - Cazarilh-Laspènes : le monument porte la mention « Maudite soit la guerre ».
  - Saint-Félix-Lauragais : les monuments de Cadenac et Graissens portent les vers du poète occitan Antonin Perbosc : « La guerra qu'on vougut es la guerra a la guerra / Son morts per nostra terra et per touta la terra » (en français : « la guerre qu'ils ont voulue est la guerre à la guerre / ils sont morts pour notre terre et pour toute la terre », c'est-à-dire pour toute l'humanité).
  - Toulouse : le monument situé sur le mur de l'école Jean-Chaubet, avenue de Castres, est surmonté par cette formule : « Arrête-toi et pense au seuil de cette pierre / Aux deuils accumulés, aux horreurs de la guerre ».
- Gers :
  - Tournecoupe : monument aux morts érigé en 1929 « Avec l'espoir qu'il n'y aurait plus de guerre » ; réalisé par l'artiste-peintre Joseph Vital-Lacaze (1874-1946).
- Hérault :
  - Aniane : le monument porte les vers d'Antonin Perbosc qu'on retrouve sur les monuments de Saint-Félix-Lauragais en Haute-Garonne.
  - Clermont-l'Hérault : monument aux morts de Paul Dardé. La sculpture représente un gisant veillé par une femme nue, vêtue de ses seuls bijoux et ailée comme une victoire mais avec des plumes en éventail d'une meneuse de revue, à priori une danseuse de cabaret des années 1920 au regard de sa coiffure[39]. Inscrit au titre des monuments historiques le 18 octobre 2018.
  - Lodève : monument aux morts de Paul Dardé. Quatre femmes symbolisent, grâce à leurs vêtements, les saisons (printemps, été, automne, hiver) mais aussi différentes classes sociales, au chevet d'un poilu mort, avec une femme effondrée sur sa dépouille et deux enfants. Inscrit au titre des monuments historiques le 18 octobre 2018.
- Lot :
  - Lavercantière : le monument aux morts, situé au cœur du village, a été érigé en 1924. Ce monument a été réalisé par le sculpteur lotois Émile Mompart (1898-1972). Le sculpteur a représenté une humble femme, le visage baissé, les mains jointes dans une attitude de recueillement. Sur la base, deux faces sont sculptées et représentent des militaires. Il y est inscrit « Pauvres drôles » (de l'occitan drôlle, qui signifie enfant)[40].
- Hautes-Pyrénées :
  - Campan : le monument aux morts, sculpté par Edmond Chrétien, artiste bordelais et érigé en 1926, devant l'église, à la droite du portail sud, se distingue par son aspect sobre et émouvant. La statue qui le domine représente une femme en méditation, au visage pratiquement invisible, et qui porte les vêtements traditionnels de la vallée, le Capulet. Ce monument rassemble dans un même hommage les morts des guerres du XXe siècle pour chacune des sections de la commune : Le Bourg, Sainte Marie et La Séoube. Enfin des bas-reliefs évoquent la paix retrouvée à travers les représentations des trois principales richesses de la commune : le bois, le beurre, la laine. Inscrit au titre des monuments historiques le 18 octobre 2018.
  - Izaourt: monument aux morts de la sculptrice gasconne Gloria Coronas inauguré le 4 juillet 2014.
- Pyrénées-Orientales :
  - Banyuls-sur-Mer : Aristide Maillol, natif de la ville, y a réalisé en 1933 un monument aux morts d'inspiration pacifiste. Inscrit au titre des monuments historiques le 18 octobre 2018.
  - Céret : « La Douleur », monument d'Aristide Maillol érigé en 1922. Classé au titre des monuments historiques le 17 mars 1994.
  - Fontpédrouse : le monument aux morts porte l'inscription « Maudite soit la guerre ».
- Tarn-et-Garonne :
  - Mas-Grenier : c'est le sculpteur Auguste Guénot (1882-1966) qui réalisa ce monument aux combattants très original, un poilu nu pacifiste inspiré du David de Michel-Ange.

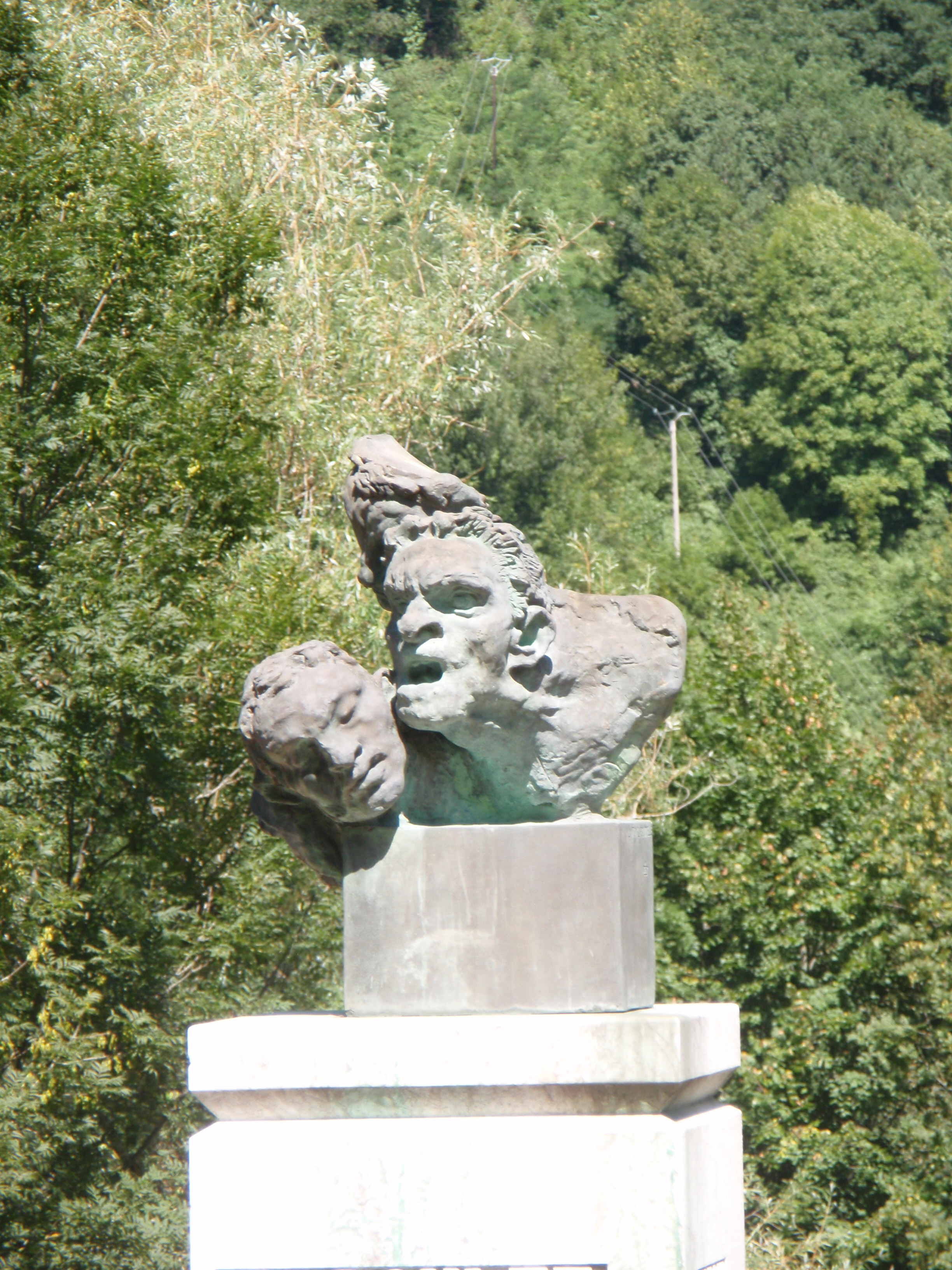
Capoulet-et-Junac sculpture de Bourdelle.
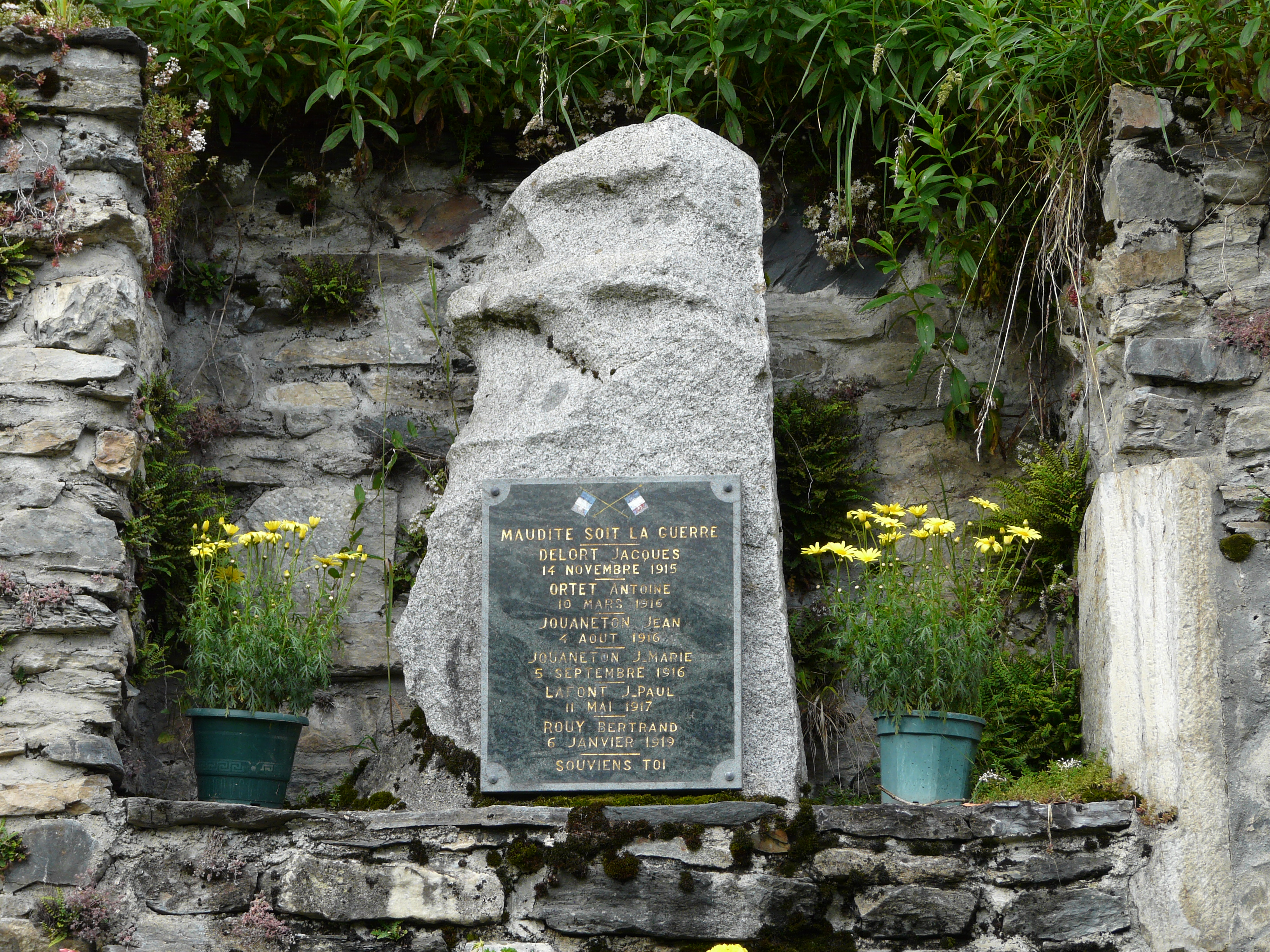
Monument aux morts de Cazarilh-Laspènes.
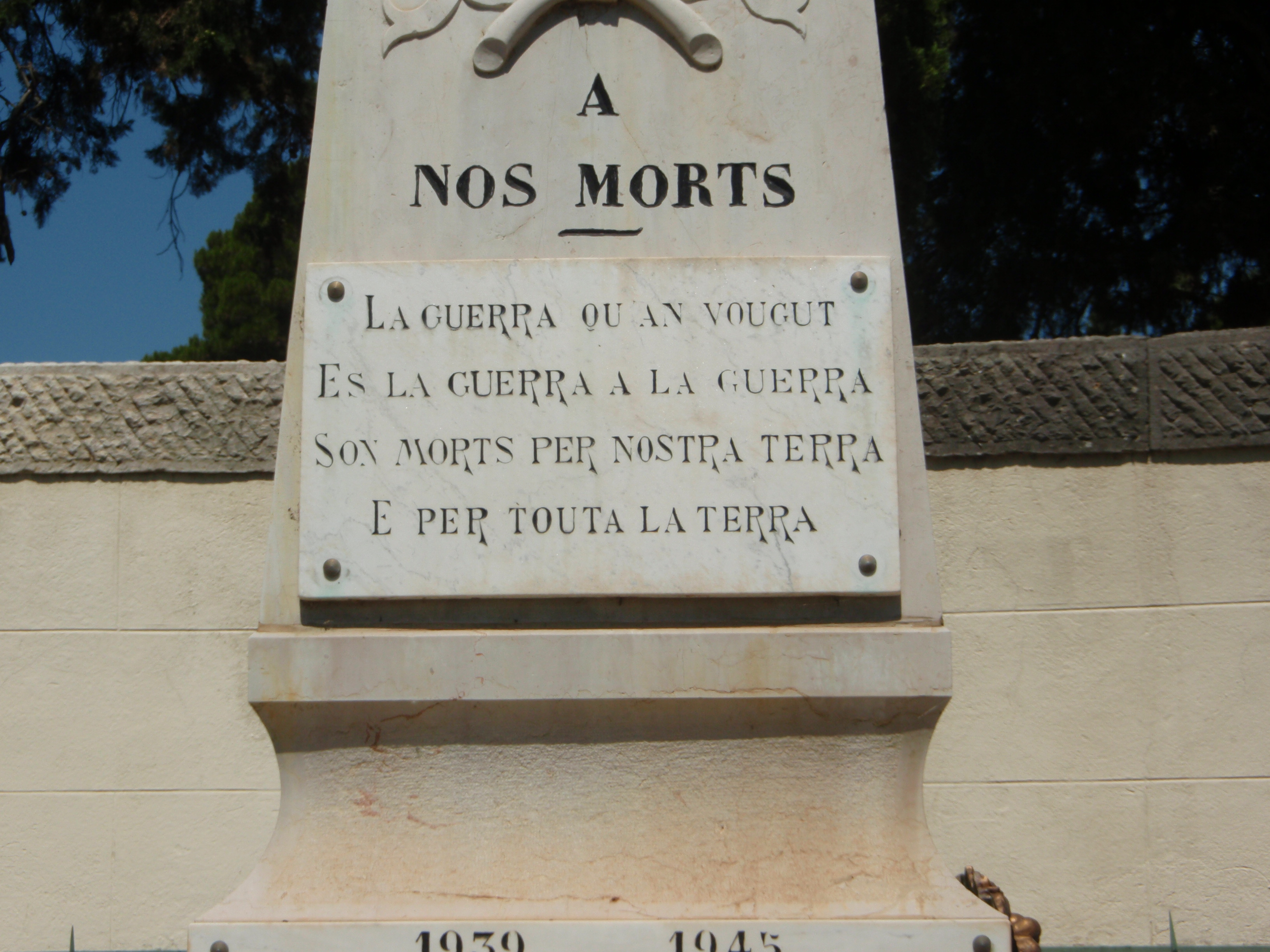
Le monument aux morts d'Aniane dans l'Hérault.
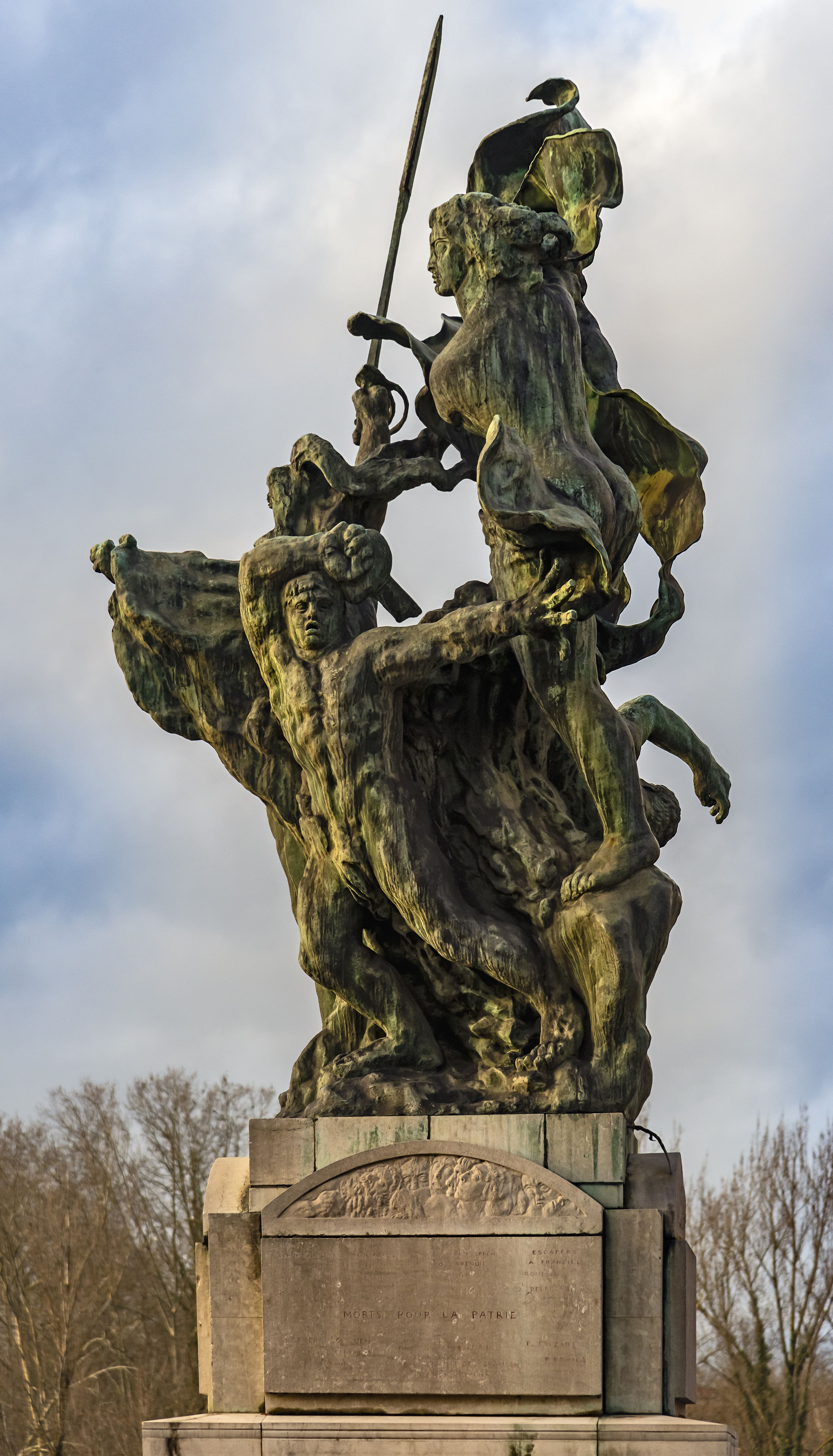
Montauban monument de Antoine Bourdelle guerre de 1870.

### Pays-de-la-Loire
- Loire-Atlantique
  - Saint-Herblain : monument percé de silhouettes en creux. Biface, il célèbre d’un côté la Paix et de l’autre, rend hommage aux victimes de toutes les guerres. Créé en 2000 par Pierre Garçon, béton coulé et sculpté in situ.
- Mayenne :
  - Saint-Germain-d'Anxure : le monument représente deux soldats portant le corps d'un troisième[41].

### Provence-Alpes-Côte d'Azur
- Alpes-de-Haute-Provence :
  - Château-Arnoux-Saint-Auban : sur le monument de Château-Arnoux, on retrouve l'inscription pacifiste « Pax, Vox Populi », titre du poème du maire Victorin Maurel gravé sur le monument. Ce monument représente un homme qui brise son glaive sur son genou, derrière lui une femme pleure. Au sommet, un globe terrestre est entouré d'un rameau.

« PAX... VOX POPULI
Passant incline-toi devant ce monument !...

Vois cette femme en deuil montrant les hécatombes

Ses yeux taris de pleurs, scrutent au loin les tombes

Où dorment tant de preux, victimes du moment !...

Ils firent ces héros le solennel serment

De fermer à jamais les noires catacombes

Arrière, disent-ils, les obus et les bombes

Et sois bénie, ô paix, sœur du désarmement !...

Passant, incline-toi ! Regarde cette mère !...

Elle clame à son fils : « la gloire est bien amère

La gloire, ô mon enfant, est là, chez nos grands morts

Mais, sache désormais, que la guerre est un crime

Qu'elle laisse après elle, à de cuisants remords,

Ceux qui firent sombrer les peuples dans l'abîme. »
— Victorin Maurel, maire de Château-Arnoux (1868-1935), instituteur
- - La Motte-du-Caire : sur ce monument, une famille pleure son disparu ; l'homme tient dans sa main droite une couronne funéraire.
- Alpes-Maritimes :
  - Clans : sur le monument, il est inscrit « Maudits soient les responsables de la guerre et honneur à ceux qui ont travaillé pour la paix »
  - Peille : le monument reprend le sixième commandement « Tu ne tueras pas »[42].
- Var :
  - Mazaugues : le monument porte l'inscription « L'Union des Travailleurs fera la paix dans le monde / L'Humanité est maudite si, pour faire preuve de courage, elle est condamnée à tuer éternellement ». La première citation est de Karl Marx, qu'Anatole France citait souvent, et la deuxième est de Jean Jaurès[43].

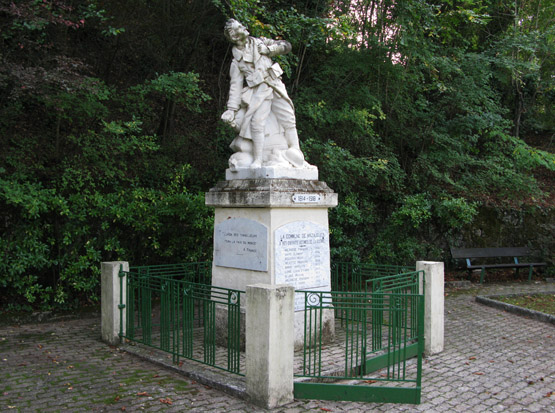
Monument aux morts de Mazaugues avec la phrase de Marx que citait Anatole France.
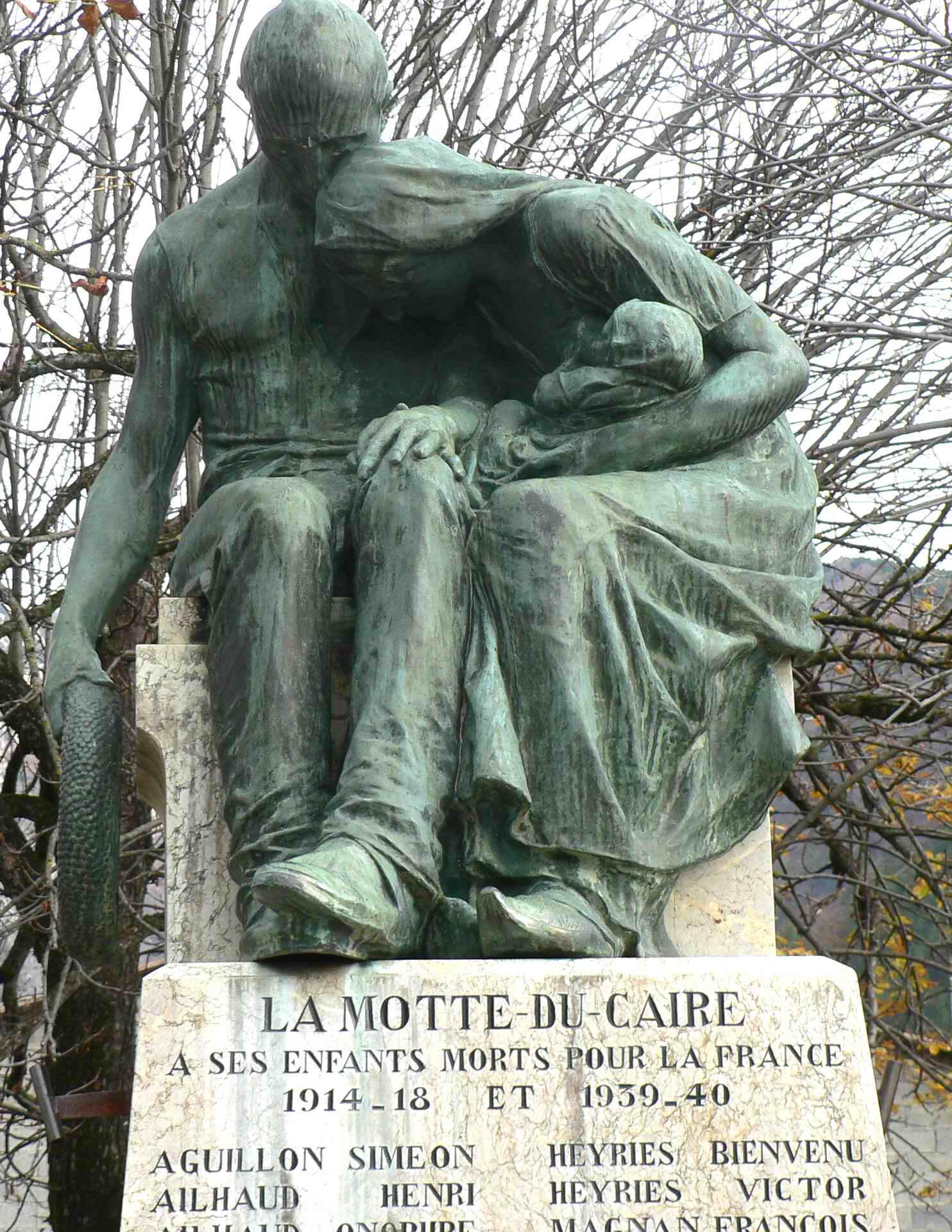
Pleureuse de La Motte-du-Caire